# Cécile de Grèce
Vous lisez un « article de qualité » labellisé en 2023.
Titre
Épouse du prétendant
au trône de Hesse-Darmstadt
9 octobre 1937 – 16 novembre 1937
(1 mois et 7 jours)
Cécile de Grèce (en grec : Καικιλία της Ελλάδας / Kaikilía tis Elládas et en allemand : Cecilia von Griechenland), princesse de Grèce et de Danemark puis, par son mariage, grande-duchesse titulaire de Hesse-Darmstadt, est née le 22 juin 1911 à Tatoï, en Grèce, et morte le 16 novembre 1937 à Ostende, en Belgique. Épouse du prétendant Georges-Donatus de Hesse-Darmstadt et sœur du duc d'Édimbourg, c'est une princesse gréco-allemande surtout connue pour l'accident d'avion dont elle a été victime en même temps que plusieurs membres de sa famille, en 1937.
Troisième des cinq enfants d'André de Grèce et d'Alice de Battenberg, la princesse Cécile grandit dans une famille aimante et unie. Ses premières années sont cependant marquées par les conflits auxquels la Grèce est confrontée à cette période : d'abord les guerres balkaniques (1912-1913), puis la Première Guerre mondiale (1914-1918) et enfin la guerre gréco-turque (1919-1922). Pour la petite fille et ses proches, les deux derniers conflits ont des conséquences dramatiques puisqu'ils aboutissent à leur bannissement et leur exil en Suisse (entre 1917 et 1920) puis en France (de 1922 à 1936). Durant leur exil, Cécile et les siens dépendent de la générosité de leur parentèle étrangère, et notamment de Marie Bonaparte (qui leur offre un logement à Saint-Cloud) et d'Edwina Ashley (qui les soutient financièrement).
L'année 1929 est un moment charnière dans la vie de Cécile. La jeune fille noue en effet une idylle avec un cousin de sa mère, le grand-duc héréditaire Georges-Donatus de Hesse-Darmstadt. Dans le même temps, la princesse Alice est frappée d'une crise mystique qui conduit à son internement dans un hôpital psychiatrique jusqu'en 1933. Mariée en février 1931, Cécile s'installe auprès de la famille de son époux, à Darmstadt. Elle y donne naissance à trois enfants, Louis (1931), Alexandre (1933) et Jeanne (1936), avant une nouvelle grossesse en 1937. Initialement éloignée du mouvement nazi, elle rejoint le NSDAP en même temps que son époux en mai 1937.
Six mois plus tard, la princesse et sa famille entreprennent un voyage au Royaume-Uni, où ils doivent assister au mariage de Louis de Hesse-Darmstadt avec Margaret Campbell Geddes. Cependant, l'avion qui devait les conduire à Londres s'écrase à Ostende, tuant sur le coup l'ensemble des passagers. Rapatriées à Darmstadt, leurs dépouilles sont enterrées à la nécropole grand-ducale de Rosenhöhe le 23 novembre 1937.

## Famille
La princesse Cécile est la troisième fille du prince André de Grèce (1882-1944) et de son épouse la princesse anglo-allemande Alice de Battenberg (1885-1969). Par son père, elle est la petite-fille du roi Georges Ier de Grèce (1845-1913) et de la grande-duchesse Olga Constantinovna de Russie (1851-1926) tandis que, par sa mère, elle descend du prince Louis de Battenberg (1854-1921), marquis de Milford Haven, et de la princesse Victoria de Hesse-Darmstadt (1863-1950). Cécile a donc la particularité généalogique d'être à la fois l'arrière petite-fille du roi Christian IX de Danemark (1818-1906), surnommé le « beau-père de l'Europe », et l'arrière arrière petite-fille de la reine Victoria du Royaume-Uni (1819-1901), connue comme la « grand-mère de l'Europe ».
Cécile a deux sœurs aînées, les princesses Marguerite (1905-1981) et Théodora de Grèce (1906-1969), ainsi qu'une sœur et un frère cadets, la princesse Sophie de Grèce (1914-2001) et le prince Philippe (1921-2021), duc d'Édimbourg et époux de la reine Élisabeth II du Royaume-Uni (1926-2022).
Le 2 février 1931, la princesse Cécile épouse, à Darmstadt, en Allemagne, le grand-duc Georges-Donatus de Hesse-Darmstadt (1906-1937), fils du grand-duc souverain Ernest-Louis de Hesse-Darmstadt (1868-1937) et de sa seconde épouse Éléonore de Solms-Hohensolms-Lich (1871-1937).
De cette union naissent quatre enfants, tous décédés avant leur majorité :
- Louis de Hesse-Darmstadt (1931-1937), grand-duc héréditaire de Hesse-Darmstadt ;
- Alexandre de Hesse-Darmstadt (1933-1937), prince de Hesse-Darmstadt ;
- Jeanne de Hesse-Darmstadt (1936-1939), princesse de Hesse-Darmstadt ;
- N. de Hesse-Darmstadt (1937-1937)[N 3].

## Biographie

### Une enfance dans un contexte difficile

#### Une enfance marquée par la guerre

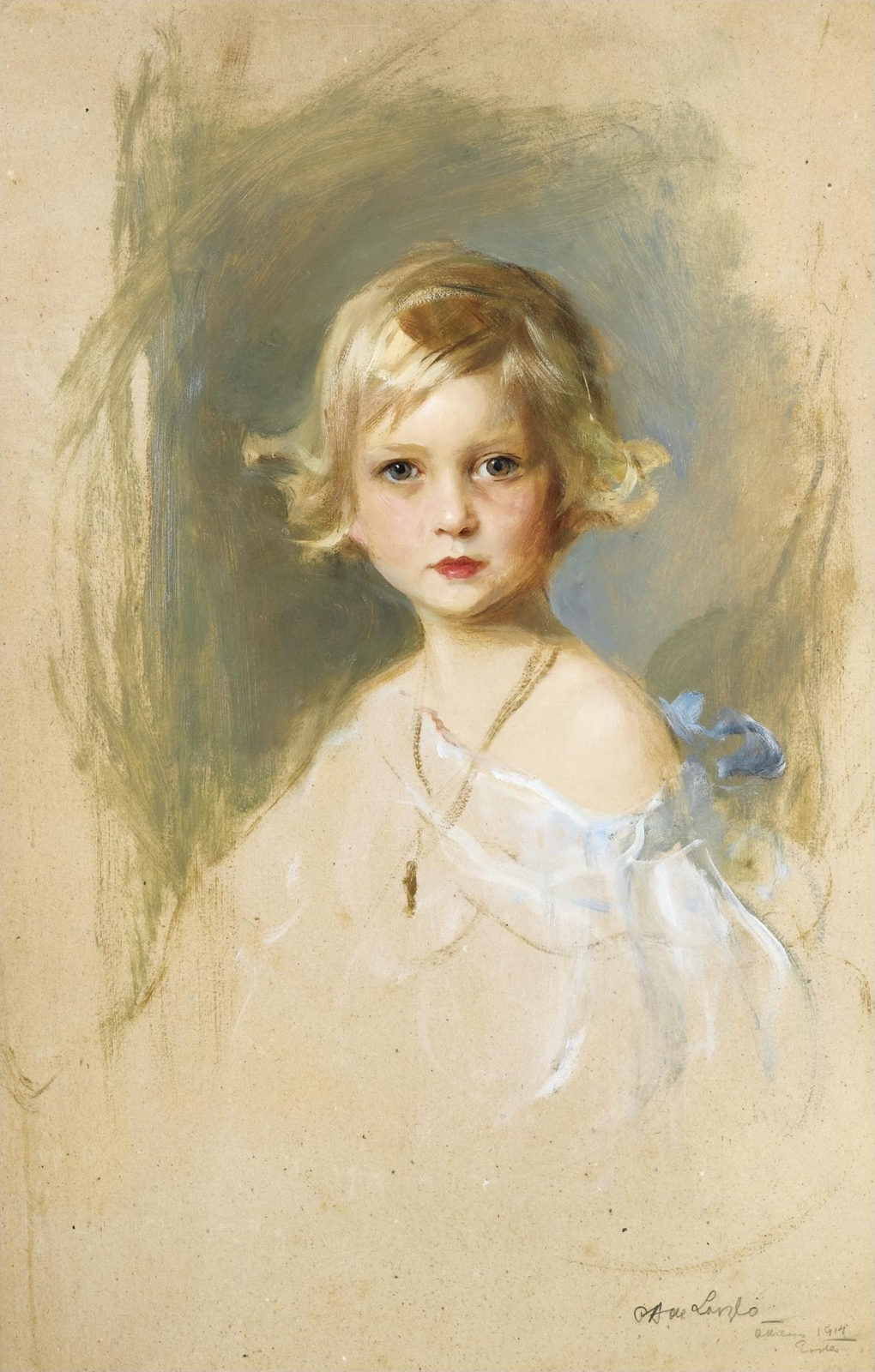
La princesse Cécile représentée par Philip de Laszlo (1914).

La princesse Cécile voit le jour au palais de Tatoï, près d'Athènes, le 22 juin 1911,. Baptisée le 10 juillet suivant, elle reçoit pour parrains et marraine le roi George V du Royaume-Uni, le grand-duc Ernest-Louis de Hesse-Darmstadt, le prince Nicolas de Grèce et la grande-duchesse Vera Constantinovna de Russie.
Cécile passe une enfance heureuse, au milieu d'un foyer uni, déjà composé de deux petites filles, les princesses Marguerite (née en 1905) et Théodora (née en 1906), et qui s'élargit encore avec l'arrivée de la princesse Sophie (née en 1914). Fille préférée du prince André de Grèce,, l'enfant grandit entre Athènes, Tatoï et Corfou, où son père hérite du palais de Mon Repos après l'assassinat du roi Georges Ier, en 1913,. Issues d'une dynastie cosmopolite, Cécile et ses sœurs communiquent en anglais avec leur mère, mais elles utilisent aussi le français, l'allemand et, bien sûr, le grec avec leurs proches et leurs gouvernantes. Les petites filles effectuent aussi, très jeunes, des séjours à l'étranger avec leur famille. En 1911 et 1913, Cécile voyage ainsi au Royaume-Uni et en Allemagne, où elle est présentée à la parentèle de sa mère.
Les premières années de la princesse sont néanmoins marquées par l'instabilité que connaît la Grèce au début du XXe siècle. Cécile est ainsi le témoin des guerres balkaniques (1912-1913), durant lesquelles son père sert dans l'état-major de Constantin Ier pendant que sa mère s'investit comme infirmière,. La petite fille est cependant surtout touchée par la Première Guerre mondiale, qui divise les différentes branches de sa famille et durant laquelle la Grèce voit sa neutralité violée par l'Entente. Cécile et ses sœurs se trouvent ainsi dans le palais royal d'Athènes lorsque celui-ci est bombardé par la flotte française à la suite de combats survenus dans la capitale le 1er décembre 1916.

#### Une enfance marquée par l'exil
En juin 1917, le roi Constantin Ier est finalement déposé et chassé de Grèce par les Alliés, qui le remplacent sur le trône par son deuxième fils, le jeune Alexandre Ier,. Quinze jours plus tard, la famille de Cécile est à son tour poussée à l'exil et doit quitter Mon Repos afin de couper le nouveau monarque de toute influence de ses proches,. Contraint à résider en Suisse alémanique, le petit groupe séjourne d'abord dans un hôtel de Saint-Moritz,, avant de s'établir à Lucerne, où il vit dans l'incertitude de l'avenir.

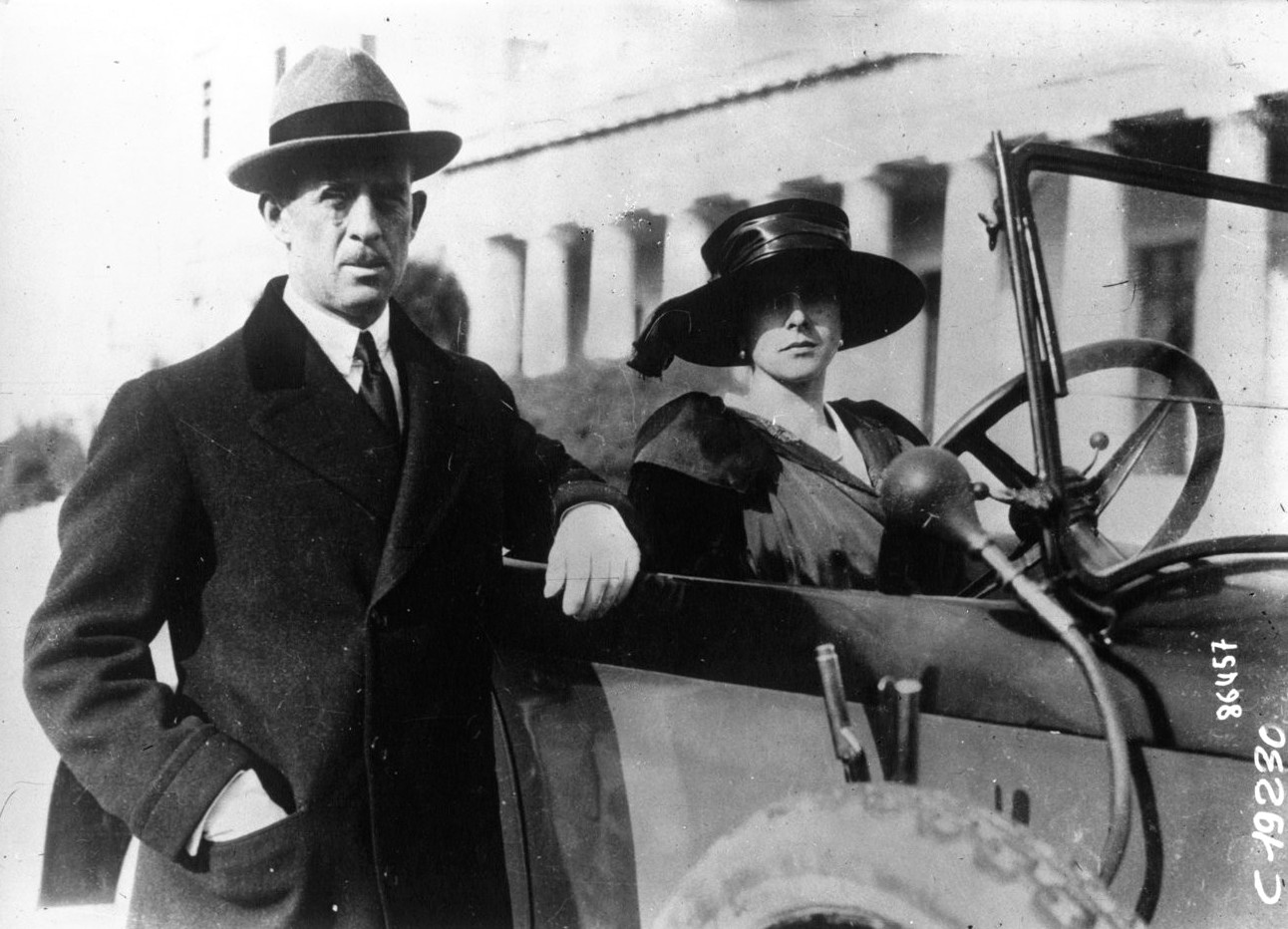
Le père et la mère de Cécile, en 1921.

L'exil n'est cependant pas la seule source d'inquiétude pour la famille. Avec la chute de l'Empire tsariste en 1917, plusieurs parents de Cécile sont assassinés en Russie. C'est notamment le cas de deux de ses oncles paternels (les grands-ducs Paul Alexandrovitch et Georges Mikhaïlovitch), d'un de ses grands-oncles paternels (le grand-duc Dimitri Constantinovitch) et de deux de ses grands-tantes maternelles (la tsarine Alexandra et la grande-duchesse Élisabeth),. Peu de temps après ces événements, la famille grand-ducale de Hesse, à laquelle Cécile est étroitement apparentée par sa mère, est renversée en même temps que toutes les autres dynasties allemandes au cours de l'hiver 1918-1919. Finalement, les exilés grecs connaissent quelques problèmes de santé. Durant l'année 1920, Cécile contracte ainsi successivement la grippe et la scarlatine.
Début 1919, la petite fille a néanmoins la joie de retrouver sa grand-mère paternelle, la reine douairière Olga, épargnée par les Bolcheviks grâce à l'intervention de la diplomatie danoise,. Dans les mois qui suivent, Cécile assiste, par ailleurs, à la réunion de sa famille avec le marquis et la marquise de Milford Haven, parents de la princesse Alice, ainsi qu'avec sa sœur (Louise) et son frère (Louis). Pour la petite fille, qui forme désormais un tandem avec sa sœur cadette Sophie, l'exil n'est donc pas uniquement synonyme de tristesse : c'est aussi l'occasion de longues réunions familiales et de promenades en montagne.

#### Un bref retour en Grèce
Le 2 octobre 1920, le roi Alexandre Ier, cousin de Cécile, est mordu par un singe domestique lors d'une promenade à Tatoï. Mal soigné, il contracte une septicémie, qui l'emporte le 25 octobre, sans qu'aucun membre de sa famille ne soit autorisé à se rendre à son chevet,. La mort du souverain provoque alors une violente crise institutionnelle en Grèce. Déjà englué, depuis 1919, dans une guerre contre la Turquie, le Premier ministre Elefthérios Venizélos perd les élections législatives de novembre 1920. Humilié, l'homme politique crétois se retire à l'étranger tandis qu'un référendum aboutit à la restauration de Constantin Ier.

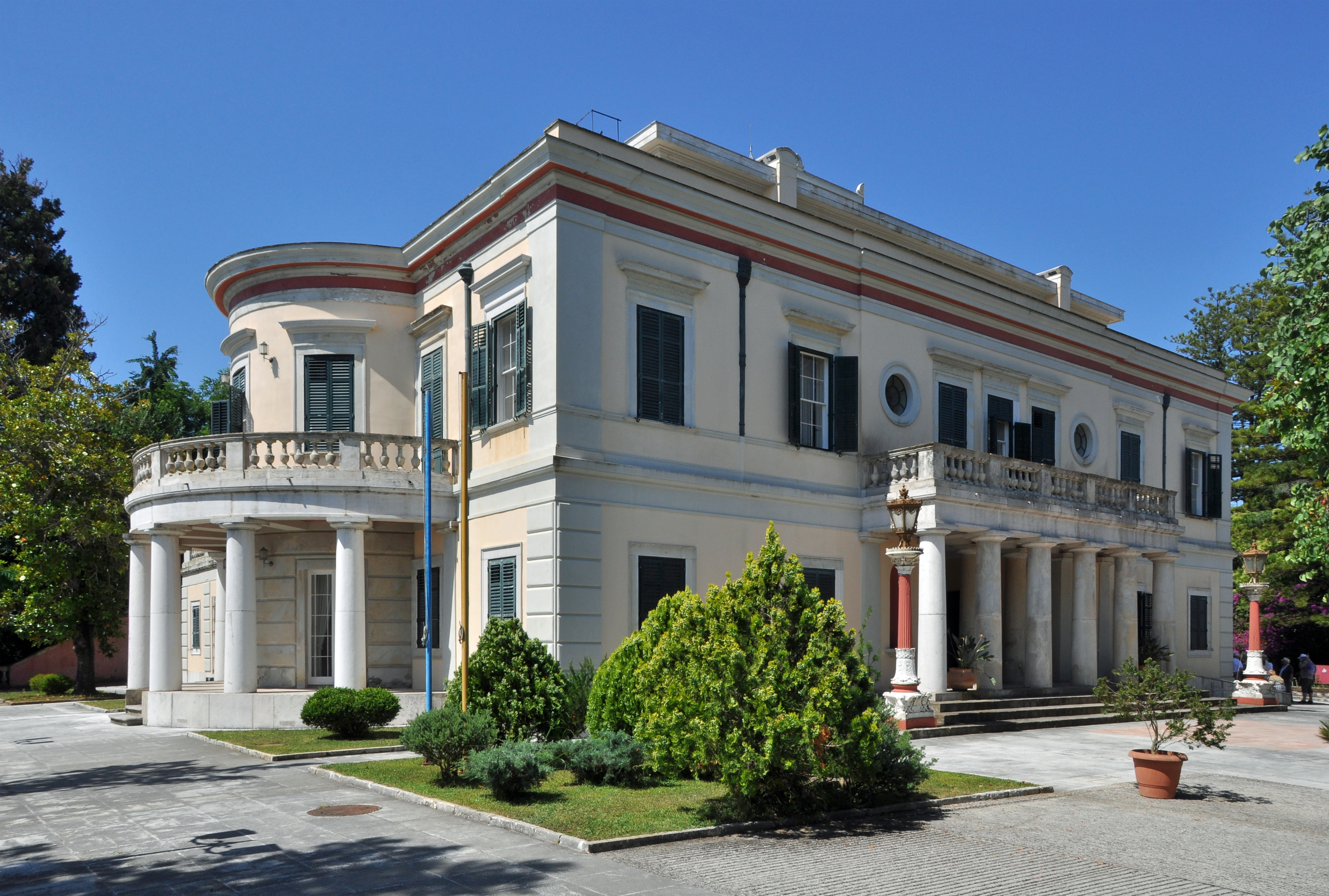
Le palais de Mon Repos, à Corfou (2012).

Le prince André ayant été reçu triomphalement à Athènes le 23 novembre 1920, son épouse et ses quatre filles le rejoignent quelques jours plus tard. Cécile revient alors vivre à Corfou avec les siens. Dans le même temps, la princesse Alice découvre qu'elle est de nouveau enceinte. Le 10 juin 1921, la famille s'agrandit donc encore avec la venue au monde du prince Philippe, futur duc d'Édimbourg. La joie qui entoure cette naissance est cependant obscurcie par l'absence du prince André, qui a rejoint les forces grecques en Asie mineure. Malgré l'inquiétude liée à la guerre, Cécile et ses sœurs profitent de la vie à Mon Repos, où elles reçoivent la visite de leur grand-mère maternelle et de leur tante Louise au printemps 1922. Dans le parc du palais, construit sur un cimetière antique, les adolescentes s'adonnent à l'archéologie et découvrent quelques poteries, des pièces en bronze et des ossements.
Durant cette période, Cécile et ses sœurs participent aussi, pour la première fois, aux grands événements mondains qui ponctuent la vie des familles royales. En mars 1921, les princesses assistent ainsi, à Athènes, au mariage de leur cousine Hélène de Grèce avec le prince héritier Carol de Roumanie. Surtout, en juillet 1922, elles se rendent au Royaume-Uni pour être demoiselles d'honneur lors des noces de leur oncle Louis Mountbatten avec la richissime Edwina Ashley,, dont la beauté fascine Cécile.
La défaite militaire de la Grèce face à la Turquie et les troubles politiques qu'elle occasionne bouleversent cependant la vie de Cécile et de sa famille. En septembre 1922, Constantin Ier abandonne définitivement le trône au profit de son fils aîné, Georges II,. Un mois plus tard, le prince André est arrêté avant d'être jugé par un tribunal militaire, qui le déclare responsable de la défaite de la Sakarya. Sauvé de l'exécution par l'intervention des diplomates étrangers, le prince est condamné au bannissement et à la dégradation. Il quitte donc précipitamment la Grèce avec sa famille à bord du HMS Calypso début décembre 1922,.

### Une adolescence en exil

#### Une princesse apatride

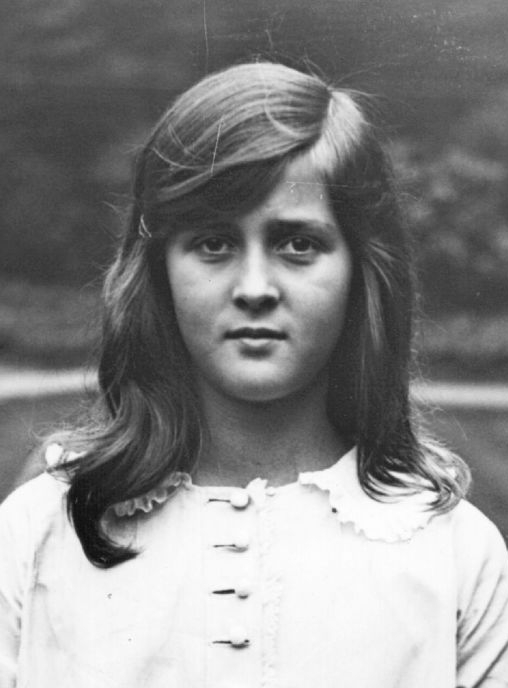
La princesse Cécile en 1922.

Après un périple de plusieurs semaines, qui les mène successivement en Italie, en France et au Royaume-Uni, Cécile, ses parents et ses frère et sœurs s'installent à Saint-Cloud, au début de l'année 1923. Logés dans une maison attenante à celle de la princesse Marie Bonaparte (épouse de Georges de Grèce), au no 5 de la rue du Mont-Valérien, les princes hellènes dépendent, durant sept ans, de la générosité de celle-ci,, et de deux autres tantes de Cécile : d'abord Nancy Stewart (épouse de Christophe de Grèce), puis surtout Edwina Ashley (épouse de Louis Mountbatten),. Marie Bonaparte finance ainsi les études de ses neveux tandis qu'Edwina Ashley prend l'habitude d'offrir à ses nièces les toilettes dont elle ne veut plus. De fait, les parents des adolescentes n'ont plus guère de revenus et les enfants sont les témoins réguliers de leurs problèmes d'argent et de leur difficulté à maintenir une maison dont les domestiques aux origines diverses passent leur temps à se quereller.
Déchues de leur nationalité grecque après la proclamation de la République hellénique (en mars 1924), Cécile et sa famille reçoivent des passeports danois de leur cousin le roi Christian X,. À Saint-Cloud, le petit groupe passe une vie relativement simple. Cécile et ses frère et sœurs poursuivent leurs études au sein d'institutions privées et, durant leur temps libre, leur père les conduit régulièrement à Paris ou au bois de Boulogne,. Il passe aussi de longues heures à jouer au tennis avec eux. Chaque dimanche, la famille est reçue à déjeuner chez Marie Bonaparte et Georges de Grèce. Cécile et ses proches voient, par ailleurs, régulièrement Nicolas de Grèce et son épouse Hélène Vladimirovna de Russie, qui ont eux-aussi choisi la France pour passer leur exil avec leurs filles. Enfin, ils retrouvent souvent leur cousine Marguerite de Danemark, qui s'est établie en région parisienne après son mariage avec René de Bourbon-Parme,,.
Cécile et ses proches effectuent, par ailleurs, de fréquents séjours à l'étranger, et notamment au Royaume-Uni. En 1923, l'adolescente est ainsi invitée à Londres pour y être demoiselle d'honneur au mariage de sa tante Louise Mountbatten avec le futur Gustave VI Adolphe de Suède. La jeune fille retourne en Angleterre en 1925 pour les funérailles de sa grand-tante, la reine douairière Alexandra de Danemark. En 1926, l'adolescente se rend, cette fois, en Italie à l'occasion de l'enterrement de sa grand-mère paternelle, Olga Constantinovna de Russie. Quelques semaines plus tard, elle retourne passer l'été en Grande-Bretagne, chez sa grand-mère maternelle, la marquise de Milford Haven.

#### Entre fiançailles et difficultés familiales

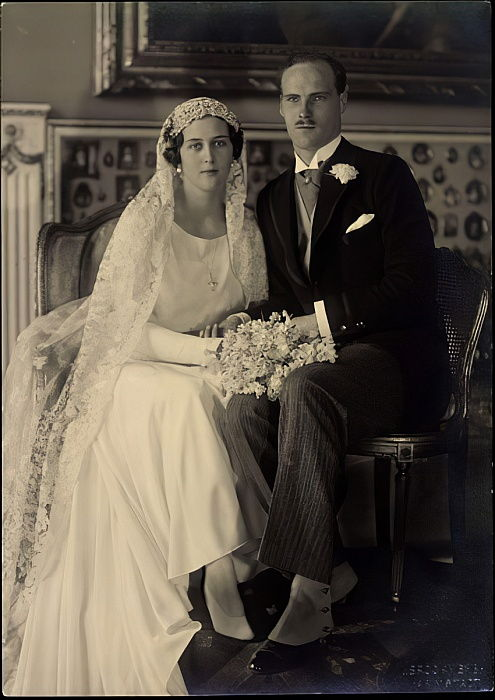
Cécile et Georges-Donatus lors de leur mariage (1931).

Considérée par sa grand-mère, la marquise de Milford Haven, comme la plus jolie des quatre filles du couple formé par André de Grèce et Alice de Battenberg,,, la princesse Cécile effectue son entrée dans le monde au Royaume-Uni, durant l'été 1928. Âgée de 17 ans, elle participe alors à son premier bal chez la comtesse d'Ellesmere, à Bridgewater House, avant d'assister aux régates de Cowes puis d'être invitée par le roi George V à séjourner quelques jours à Balmoral, en Écosse.
Bien que ses deux sœurs aînées soient encore célibataires, et que la relative pauvreté de ses parents ne soit pas étrangère à cette situation, la famille de Cécile ne désespère pas de lui trouver un bon parti. Désormais princesse de Suède, sa tante Louise Mountbatten envisage ainsi de la fiancer au prince héritier Frédéric de Danemark, mais le projet n'aboutit pas,. C'est finalement d'Allemagne qu'arrive le prétendant de la jeune fille. Depuis son enfance, Cécile est en effet en contact avec ses cousins les princes Georges-Donatus et Louis de Hesse-Darmstadt, qu'elle a rencontrés pour la première fois en 1919, alors qu'elle vivait en exil en Suisse. Or, la relation de la princesse et de Georges-Donatus évolue en une idylle au cours de l'année 1929 et les deux jeunes gens se fiancent officieusement début 1930. À cette époque, Cécile a tout juste 18 ans et l'héritier du trône de Hesse-Darmstadt en a 23.
Le bonheur de la princesse est cependant assombri par la situation de sa mère, dont la santé mentale se dégrade fortement après la célébration de ses noces d'argent avec le prince André, en 1928. Frappée par une crise mystique, Alice de Battenberg se persuade alors qu'elle possède des pouvoirs de guérison. Elle se prend ensuite pour une sainte et se déclare bientôt la fiancée de Jésus. Désemparé par la situation, le père de Cécile prend finalement la décision de faire interner son épouse. Il profite alors du séjour de sa famille au Neues Palais de Darmstadt, à l'occasion de la célébration des fiançailles officielles de Cécile, en avril 1930, pour envoyer Alice dans un hôpital psychiatrique situé à Kreuzlingen, en Suisse.

### Mariage et installation en Allemagne

#### Un mariage princier en république
Sa sœur Sophie s'étant fiancée presque en même temps qu'elle à un autre membre de la maison de Hesse, le prince Christophe de Hesse-Cassel, Cécile effectue les préparatifs de son mariage en compagnie de sa cadette, âgée de 16 ans. Les deux princesses se rendent ainsi à Londres, au printemps 1930, afin de s'y procurer de nouveaux vêtements. Peu de temps après, elles retournent à Paris pour y constituer leur trousseau et acheter leurs robes de mariées.
Les noces de Sophie et Christophe sont célébrées au château de Friedrichshof, à Kronberg, le 15 décembre 1930. Celles de Cécile et Georges-Donatus se déroulent au Neues Palais de Darmstadt, le 2 février 1931. À la grande surprise des invités étrangers, qui s'attendaient à un accueil beaucoup plus glacial de la part d'une population ayant détrôné le grand-duc Ernest-Louis en 1918, le mariage soulève l'enthousiasme de la population, qui se réunit en masse pour assister à l'événement et acclamer son ancienne famille princière,,,.
Le mariage donne lieu à deux cérémonies religieuses, l'une orthodoxe et l'autre luthérienne. Il réunit une cinquantaine de personnalités venues de toute l'Europe (parmi lesquelles la reine douairière de Roumanie, la princesse héritière de Suède et la grande-duchesse Victoria-Mélita de Russie) mais se déroule en l'absence de la princesse Alice de Battenberg, toujours hospitalisée en Suisse.

#### Entre maternité et préoccupation pour la princesse Alice

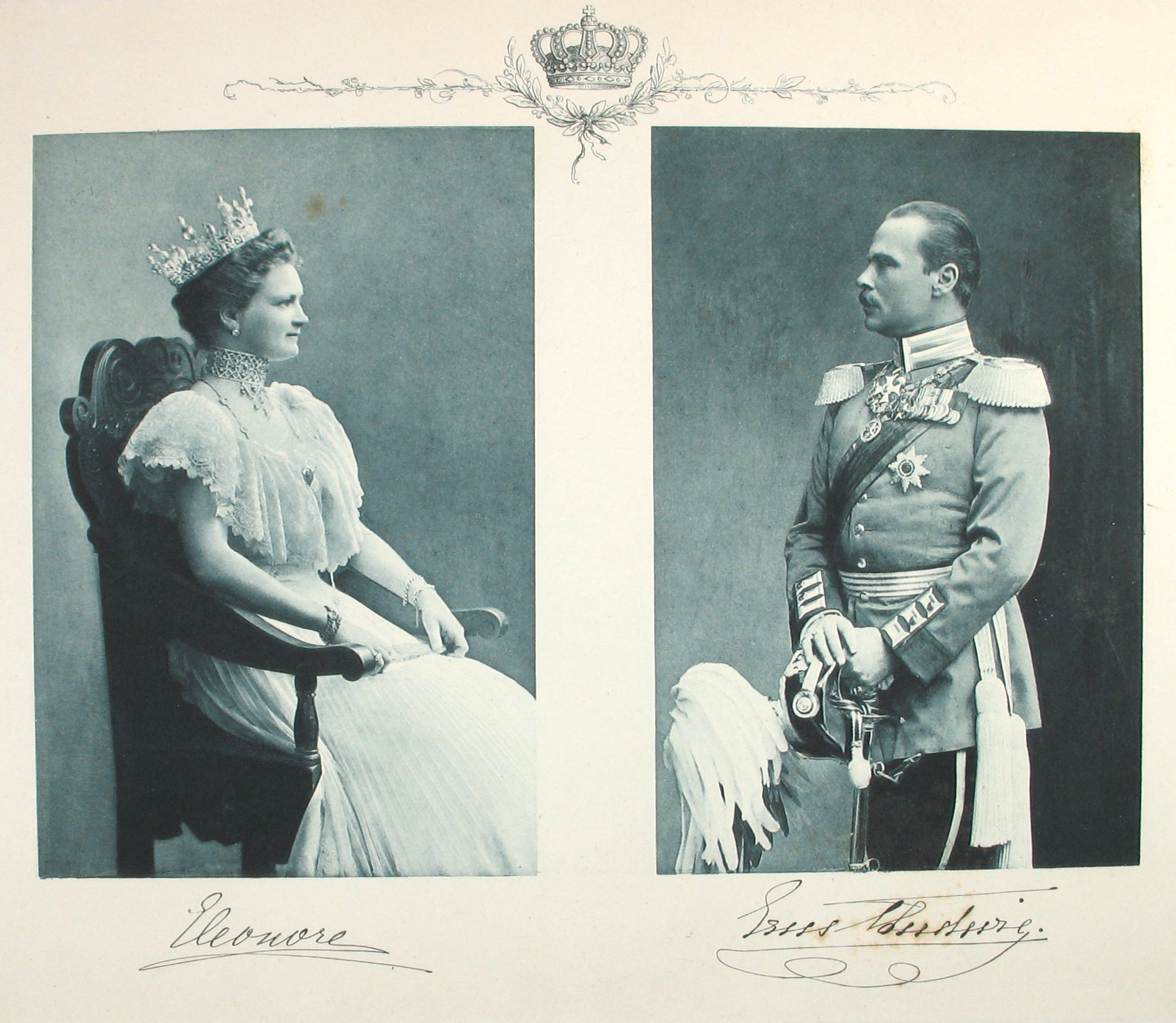
La grande-duchesse Éléonore et le grand-duc Ernest-Louis, beaux-parents de Cécile (v. 1905).

Après leur mariage, Cécile et Georges-Donatus s'installent au château de Wolfsgarten, résidence principale de l'ex-grand-duc Ernest-Louis et de son épouse Éléonore de Solms-Hohensolms-Lich, depuis leur déposition. En Hesse, le jeune couple mène une vie relativement simple, ponctuée par de fréquents séjours à l'étranger. Cécile s'engage au sein de plusieurs organisations de bienfaisance et prend ainsi la tête de la Alice Frauen Verein, une association consacrée à la promotion des femmes. Elle donne par ailleurs rapidement naissance à trois enfants : le prince Louis (né le 25 octobre 1931), le prince Alexandre (né le 14 avril 1933) et la princesse Jeanne de Hesse-Darmstadt (née le 20 septembre 1936),.
Très proche de sa famille, Cécile se montre préoccupée par la situation de sa mère, qui reste internée jusqu'au début de l'année 1933. Durant cette période, les relations entre Alice de Battenberg et ses enfants sont compliquées. Cécile maintient des contacts épistolaires avec sa mère et elle lui rend aussi une fois visite à Kreuzlingen. Cependant, la princesse en veut à ses proches de l'avoir fait interner et sa colère se manifeste par des accès de rage, qui la poussent, par exemple, à déchirer la photographie que Cécile lui a envoyée après la naissance de son premier enfant.
Une fois sortie de l'hôpital, Alice fait connaître son désir de rester éloignée de sa famille et quatre années s'écoulent avant qu'elle mette fin à son exil volontaire. Durant cette période, Cécile continue, malgré tout, à lui écrire et à lui envoyer des photos de la famille. En décembre 1936, Alice prend finalement la décision de renouer avec les siens, et c'est de Cécile qu'elle se rapproche en premier. Les retrouvailles de la mère et de la fille se déroulent à Bonn, au printemps 1937. À partir de cette date, leurs relations se normalisent et les deux femmes se revoient à Salem, en juillet 1937.

#### Entre adhésion au parti nazi et restauration de la monarchie en Grèce
Durant les années 1930, l'idéologie nazie se propage en Allemagne et plusieurs personnalités du gotha rejoignent progressivement le mouvement dirigé par Adolf Hitler. Le prince Christophe de Hesse-Cassel, époux de Sophie de Grèce et beau-frère de Cécile, adhère ainsi au NSDAP dès 1931. Il intègre ensuite la SS en 1932,,.
De leur côté, les princes de Hesse-Darmstadt conservent longtemps leurs distances vis-à-vis du parti d'extrême-droite car le grand-duc Ernest-Louis n'éprouve aucune sympathie pour les idées du Führer. Les choses changent cependant en mai 1937. À cette date, Georges-Donatus et Louis, les deux fils de l'ancien souverain, adhèrent à leur tour au parti nazi. Suivant l'exemple de son époux et de son beau-frère, Cécile rejoint le NSDAP par la même occasion,,,.
Tandis qu'en Allemagne la mise en place du Troisième Reich empêche tout projet de restauration de la monarchie, en Grèce, la république s'effondre après le putsch du général Georgios Kondylis, en novembre 1935. Rappelé sur le trône par un référendum,,, le roi Georges II fait alors casser la sentence émise contre le père de Cécile en 1922,. En novembre 1936, le roi des Hellènes organise, par ailleurs, le retour des cendres des membres de la famille royale décédés en exil. Cet événement est ainsi l'occasion, pour Cécile et les siens, de revenir, pour la première fois, en Grèce après quatorze ans de bannissement.

### Grande-duchesse titulaire de Hesse

#### La mort du grand-duc Ernest-Louis
En 1937, Cécile est à nouveau enceinte. Dans le même temps, la santé de son beau-père, le grand-duc Ernest-Louis, se dégrade fortement. Souffrant d'un cancer des poumons, l'ancien souverain espère vivre assez longtemps pour assister au mariage de son deuxième fils, Louis, avec la Britannique Margaret Campbell Geddes, programmé à Londres le 23 octobre 1937,.
Le grand-duc s'éteint cependant quelques jours avant la cérémonie, le 9 octobre, faisant de Georges-Donatus et de Cécile les nouveaux chefs de la maison de Hesse-Darmstadt,,. Dans ces conditions, le mariage du prince Louis est ajourné au 20 novembre,, afin de laisser à sa famille le temps d'organiser les funérailles d'Ernest-Louis, le 12 octobre.

#### Décès accidentel

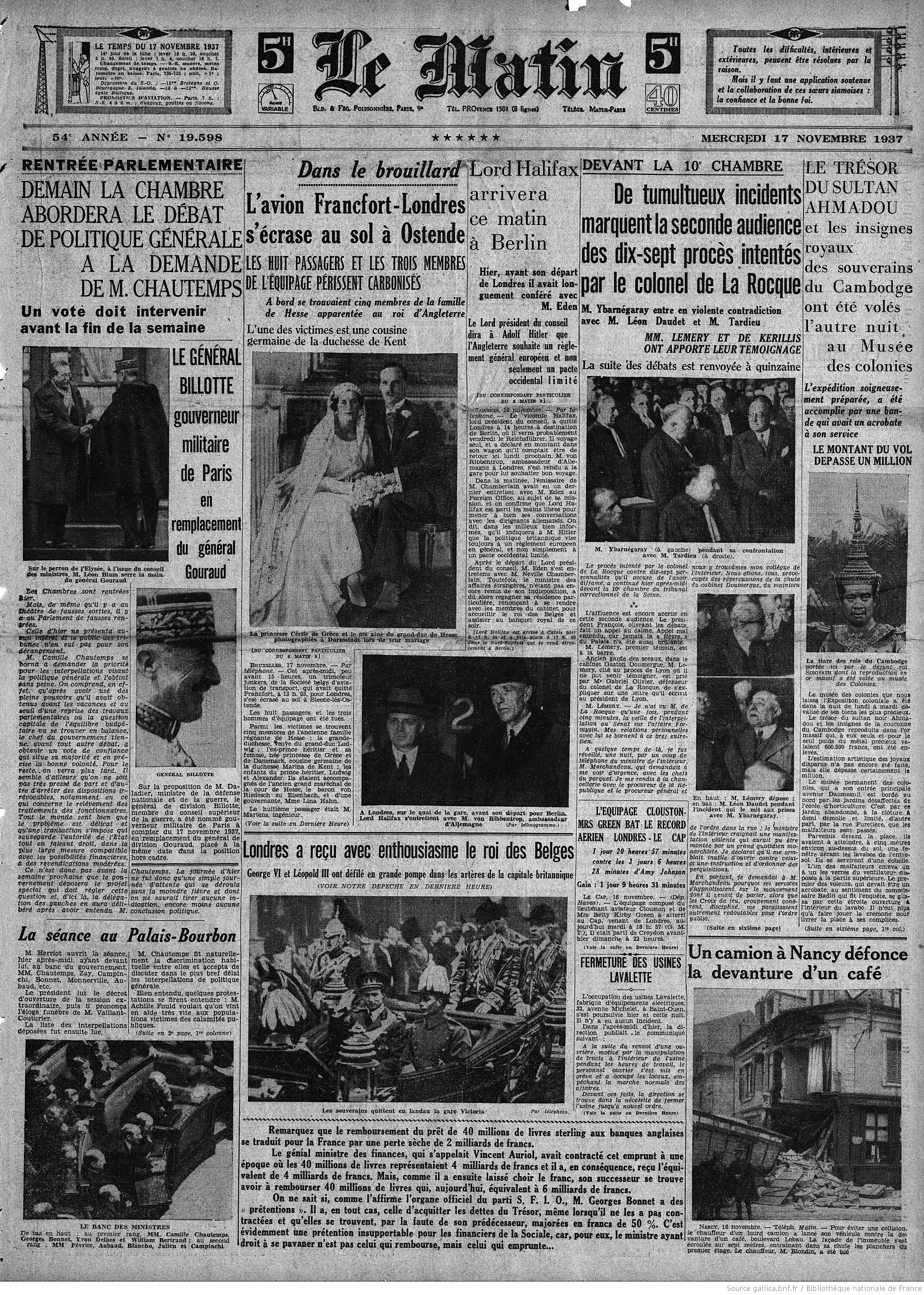
Une du journal Le Matin consacrée, en partie, à l'accident d'Ostende (17 novembre 1937).

Le mariage du prince Louis approchant, les Hesse-Darmstadt se rendent à Francfort-sur-le-Main pour y embarquer, le 16 novembre 1937, à bord d'un avion de la compagnie belge Sabena qui doit les mener à Londres. Le petit groupe, qui se compose de Cécile (enceinte de huit mois), de Georges-Donatus, de leurs deux fils Louis (âgé de 6 ans) et Alexandre (âgé de 4 ans) et de la grande-duchesse douairière Éléonore, est notamment accompagné du baron Joachim von Riedesel, choisi par Louis pour être son témoin, et de la dame d'honneur Alice Hahn,,,. D'après Philip Eade, Cécile déteste pourtant prendre l'avion et elle s'habille toujours en noir lorsqu'elle effectue un voyage aérien.
Le début du voyage se déroule sans incident, mais un épais brouillard se développe à mesure que l'avion approche de Bruxelles, où une escale est initialement prévue. Dans ces conditions, le vol est détourné vers Ostende, où les conditions météorologiques sont supposées meilleures. Malgré une faible visibilité, le pilote entame alors un atterrissage sur l'aéroport de Steene. Cependant, lors de la manœuvre, l'avion percute la cheminée d'une usine, causant la destruction d'une aile et d'un moteur de l'appareil. Il s'écrase ensuite contre le toit d'un bâtiment, avant d'être projeté plusieurs mètres plus loin et de prendre feu. L'accident cause la mort immédiate de tous les passagers,,,,,, y compris un nouveau-né dont Cécile semble avoir accouché en plein vol,.

#### Des funérailles sous le signe de la croix gammée

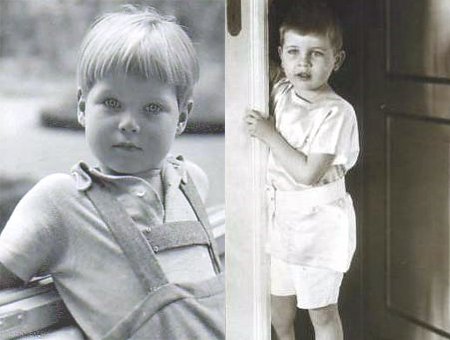
Alexandre (en 1937) et Louis de Hesse-Darmstadt (vers 1935), fils de Cécile et Georges-Donatus.

En dépit de la disparition de ses proches, Louis de Hesse-Darmstadt épouse Margaret Campbell Geddes, à Londres, le lendemain de l'accident aérien. Après les épousailles, qui se déroulent dans un climat de morosité extrême, le couple se rend en Belgique afin d'y recueillir les dépouilles de Cécile et de sa famille, gardées, jusque-là, à l'hôpital civil d'Ostende. Une fois rentrés à Darmstadt, Louis et sa femme adoptent leur nièce Jeanne, seule enfant de Cécile et de Georges-Donatus à n'avoir pas pris part au voyage en avion du fait de son très jeune âge,. En dépit de leurs soins, l'enfant meurt cependant d'une méningite deux ans plus tard, le 14 juin 1939,,,.
Les funérailles de Cécile et de ses proches sont finalement organisées à Darmstadt le 23 novembre 1937. Elles donnent lieu à un important rassemblement populaire mais servent aussi de prétexte à un large déploiement de soldats en uniforme nazi,,, dont les photos sont plus tard régulièrement utilisées par la presse pour dénoncer les liens supposés du duc d'Édimbourg avec le Troisième Reich. D'un point de vue plus intimiste, les funérailles sont l'occasion, pour les parents de Cécile, de se retrouver pour la première fois depuis 1931,. Réconciliés par la tragédie, André de Grèce et Alice de Battenberg n'en conservent pas moins des vies séparées après l'enterrement. Il reste que le traumatisme lié à la disparition de sa fille termine de guérir Alice, dont l'existence reprend un tour complètement normal une fois les funérailles passées.
Après la cérémonie, les dépouilles de Cécile et de sa famille sont inhumées dans un caveau familial à la nécropole grand-ducale de Rosenhöhe,, et les cendres du grand-duc Ernest-Louis sont transférées à leurs côtés peu de temps après.

## Dans la culture populaire

### Commémoration
Le 16 novembre 2017, les Archives d'État de Hesse organisent, en collaboration avec la Fondation de la Maison de Hesse (Hessische Hausstiftung), une cérémonie commémorative en l'honneur des victimes de l'accident d'Ostende, à Darmstadt. À cette occasion, des gerbes sont déposées sur le caveau de Cécile et de sa famille, à Rosenhöhe.

### Documentaire historique
L'accident d'avion ayant causé la mort de la princesse Cécile et de sa famille est relaté dans le sixième épisode (« Les héritiers du souvenir ») de la série documentaire Mémoires d'exil (1999) de Frédéric Mitterrand.

### Série télévisée
La disparition de Cécile et de sa famille est également évoquée par le personnage du prince Philippe, dans le quatrième épisode (« Act of God ») de la première saison de la série The Crown (2016), et par une journaliste, dans le second épisode (« A Company of Men ») de la deuxième saison (2017). Elle est par ailleurs mise en scène dans le neuvième épisode de la saison 2 (« Paterfamilias »), durant un flashback sur la jeunesse de Philippe,. Dans cet épisode, le rôle de la princesse Cécile est interprété par l'actrice allemande Leonie Benesch.

### Roman
La mort de Cécile et de sa famille est aussi relatée dans le roman Dans la gueule du dragon (A Matter of Honour) du Britannique Jeffrey Archer (1986). Dans cette fiction, l'accident d'Ostende est causé par le KGB, qui désire récupérer les bijoux de la tsarine Alexandra Fedorovna, légués aux Hesse-Darmstadt après la révolution russe.

## Titres et honneurs

### Titulature
- 22 juin 1911 – 2 février 1931 : Son Altesse Royale la princesse Cécile de Grèce et de Danemark ;
- 2 février 1931 – 9 octobre 1937 : Son Altesse Royale la grande-duchesse héréditaire de Hesse-Darmstadt ;
- 9 octobre 1937 – 16 novembre 1937 : Son Altesse Royale la grande-duchesse de Hesse-Darmstadt.

### Honneurs
Cécile de Grèce est :
- Dame Grand-croix de l'ordre des Saintes-Olga-et-Sophie (Grèce) ;
- Dame Grand-croix de l'ordre du Lion d'or (Hesse-Cassel).

## Arbres généalogiques

### Quartiers de la princesse Cécile
|  |                                                                      |  |  |  |  |  |  |  |  |  |  |  |  |  |  |  |
|  | 16. Frédéric-Guillaume de Schleswig-Holstein-Sonderbourg-Glücksbourg |  |  |  |  |  |  |  |  |  |  |  |  |  |  |  |
|  |                                                                      |  |  |  |  |  |  |  |  |  |  |  |  |  |  |  |
|  |                                                                      |  |  |  |  |  |  |  |  |  |  |  |  |  |  |  |
|  | 8. Christian IX de Danemark                                          |  |  |  |  |  |  |  |  |  |  |  |  |  |  |  |
|  |                                                                      |  |  |  |  |  |  |  |  |  |  |  |  |  |  |  |
|  |                                                                      |  |  |  |  |  |  |  |  |  |  |  |  |  |  |  |
|  | 17. Louise-Caroline de Hesse-Cassel                                  |  |  |  |  |  |  |  |  |  |  |  |  |  |  |  |
|  |                                                                      |  |  |  |  |  |  |  |  |  |  |  |  |  |  |  |
|  |                                                                      |  |  |  |  |  |  |  |  |  |  |  |  |  |  |  |
|  | 4. Georges Ier de Grèce                                              |  |  |  |  |  |  |  |  |  |  |  |  |  |  |  |
|  |                                                                      |  |  |  |  |  |  |  |  |  |  |  |  |  |  |  |
|  |                                                                      |  |  |  |  |  |  |  |  |  |  |  |  |  |  |  |
|  | 18. Guillaume de Hesse-Cassel                                        |  |  |  |  |  |  |  |  |  |  |  |  |  |  |  |
|  |                                                                      |  |  |  |  |  |  |  |  |  |  |  |  |  |  |  |
|  |                                                                      |  |  |  |  |  |  |  |  |  |  |  |  |  |  |  |
|  | 9. Louise de Hesse-Cassel                                            |  |  |  |  |  |  |  |  |  |  |  |  |  |  |  |
|  |                                                                      |  |  |  |  |  |  |  |  |  |  |  |  |  |  |  |
|  |                                                                      |  |  |  |  |  |  |  |  |  |  |  |  |  |  |  |
|  | 19. Louise-Charlotte de Danemark                                     |  |  |  |  |  |  |  |  |  |  |  |  |  |  |  |
|  |                                                                      |  |  |  |  |  |  |  |  |  |  |  |  |  |  |  |
|  |                                                                      |  |  |  |  |  |  |  |  |  |  |  |  |  |  |  |
|  | 2. André de Grèce                                                    |  |  |  |  |  |  |  |  |  |  |  |  |  |  |  |
|  |                                                                      |  |  |  |  |  |  |  |  |  |  |  |  |  |  |  |
|  |                                                                      |  |  |  |  |  |  |  |  |  |  |  |  |  |  |  |
|  | 20. Nicolas Ier de Russie                                            |  |  |  |  |  |  |  |  |  |  |  |  |  |  |  |
|  |                                                                      |  |  |  |  |  |  |  |  |  |  |  |  |  |  |  |
|  |                                                                      |  |  |  |  |  |  |  |  |  |  |  |  |  |  |  |
|  | 10. Constantin Nikolaïevitch de Russie                               |  |  |  |  |  |  |  |  |  |  |  |  |  |  |  |
|  |                                                                      |  |  |  |  |  |  |  |  |  |  |  |  |  |  |  |
|  |                                                                      |  |  |  |  |  |  |  |  |  |  |  |  |  |  |  |
|  | 21. Charlotte de Prusse                                              |  |  |  |  |  |  |  |  |  |  |  |  |  |  |  |
|  |                                                                      |  |  |  |  |  |  |  |  |  |  |  |  |  |  |  |
|  |                                                                      |  |  |  |  |  |  |  |  |  |  |  |  |  |  |  |
|  | 5. Olga Constantinovna de Russie                                     |  |  |  |  |  |  |  |  |  |  |  |  |  |  |  |
|  |                                                                      |  |  |  |  |  |  |  |  |  |  |  |  |  |  |  |
|  |                                                                      |  |  |  |  |  |  |  |  |  |  |  |  |  |  |  |
|  | 22. Joseph de Saxe-Altenbourg                                        |  |  |  |  |  |  |  |  |  |  |  |  |  |  |  |
|  |                                                                      |  |  |  |  |  |  |  |  |  |  |  |  |  |  |  |
|  |                                                                      |  |  |  |  |  |  |  |  |  |  |  |  |  |  |  |
|  | 11. Alexandra de Saxe-Altenbourg                                     |  |  |  |  |  |  |  |  |  |  |  |  |  |  |  |
|  |                                                                      |  |  |  |  |  |  |  |  |  |  |  |  |  |  |  |
|  |                                                                      |  |  |  |  |  |  |  |  |  |  |  |  |  |  |  |
|  | 23. Amélie de Wurtemberg                                             |  |  |  |  |  |  |  |  |  |  |  |  |  |  |  |
|  |                                                                      |  |  |  |  |  |  |  |  |  |  |  |  |  |  |  |
|  |                                                                      |  |  |  |  |  |  |  |  |  |  |  |  |  |  |  |
|  | 1. Cécile de Grèce                                                   |  |  |  |  |  |  |  |  |  |  |  |  |  |  |  |
|  |                                                                      |  |  |  |  |  |  |  |  |  |  |  |  |  |  |  |
|  |                                                                      |  |  |  |  |  |  |  |  |  |  |  |  |  |  |  |
|  | 24. Louis II de Hesse-Darmstadt                                      |  |  |  |  |  |  |  |  |  |  |  |  |  |  |  |
|  |                                                                      |  |  |  |  |  |  |  |  |  |  |  |  |  |  |  |
|  |                                                                      |  |  |  |  |  |  |  |  |  |  |  |  |  |  |  |
|  | 12. Alexandre de Hesse-Darmstadt                                     |  |  |  |  |  |  |  |  |  |  |  |  |  |  |  |
|  |                                                                      |  |  |  |  |  |  |  |  |  |  |  |  |  |  |  |
|  |                                                                      |  |  |  |  |  |  |  |  |  |  |  |  |  |  |  |
|  | 25. Wilhelmine de Bade                                               |  |  |  |  |  |  |  |  |  |  |  |  |  |  |  |
|  |                                                                      |  |  |  |  |  |  |  |  |  |  |  |  |  |  |  |
|  |                                                                      |  |  |  |  |  |  |  |  |  |  |  |  |  |  |  |
|  | 6. Louis de Battenberg                                               |  |  |  |  |  |  |  |  |  |  |  |  |  |  |  |
|  |                                                                      |  |  |  |  |  |  |  |  |  |  |  |  |  |  |  |
|  |                                                                      |  |  |  |  |  |  |  |  |  |  |  |  |  |  |  |
|  | 26. Maurycy Hauke                                                    |  |  |  |  |  |  |  |  |  |  |  |  |  |  |  |
|  |                                                                      |  |  |  |  |  |  |  |  |  |  |  |  |  |  |  |
|  |                                                                      |  |  |  |  |  |  |  |  |  |  |  |  |  |  |  |
|  | 13. Julie von Hauke                                                  |  |  |  |  |  |  |  |  |  |  |  |  |  |  |  |
|  |                                                                      |  |  |  |  |  |  |  |  |  |  |  |  |  |  |  |
|  |                                                                      |  |  |  |  |  |  |  |  |  |  |  |  |  |  |  |
|  | 27. Sophie Lafontaine                                                |  |  |  |  |  |  |  |  |  |  |  |  |  |  |  |
|  |                                                                      |  |  |  |  |  |  |  |  |  |  |  |  |  |  |  |
|  |                                                                      |  |  |  |  |  |  |  |  |  |  |  |  |  |  |  |
|  | 3. Alice de Battenberg                                               |  |  |  |  |  |  |  |  |  |  |  |  |  |  |  |
|  |                                                                      |  |  |  |  |  |  |  |  |  |  |  |  |  |  |  |
|  |                                                                      |  |  |  |  |  |  |  |  |  |  |  |  |  |  |  |
|  | 28. Charles de Hesse-Darmstadt                                       |  |  |  |  |  |  |  |  |  |  |  |  |  |  |  |
|  |                                                                      |  |  |  |  |  |  |  |  |  |  |  |  |  |  |  |
|  |                                                                      |  |  |  |  |  |  |  |  |  |  |  |  |  |  |  |
|  | 14. Louis IV de Hesse-Darmstadt                                      |  |  |  |  |  |  |  |  |  |  |  |  |  |  |  |
|  |                                                                      |  |  |  |  |  |  |  |  |  |  |  |  |  |  |  |
|  |                                                                      |  |  |  |  |  |  |  |  |  |  |  |  |  |  |  |
|  | 29. Élisabeth de Prusse                                              |  |  |  |  |  |  |  |  |  |  |  |  |  |  |  |
|  |                                                                      |  |  |  |  |  |  |  |  |  |  |  |  |  |  |  |
|  |                                                                      |  |  |  |  |  |  |  |  |  |  |  |  |  |  |  |
|  | 7. Victoria de Hesse-Darmstadt                                       |  |  |  |  |  |  |  |  |  |  |  |  |  |  |  |
|  |                                                                      |  |  |  |  |  |  |  |  |  |  |  |  |  |  |  |
|  |                                                                      |  |  |  |  |  |  |  |  |  |  |  |  |  |  |  |
|  | 30. Albert de Saxe-Cobourg-Gotha                                     |  |  |  |  |  |  |  |  |  |  |  |  |  |  |  |
|  |                                                                      |  |  |  |  |  |  |  |  |  |  |  |  |  |  |  |
|  |                                                                      |  |  |  |  |  |  |  |  |  |  |  |  |  |  |  |
|  | 15. Alice du Royaume-Uni                                             |  |  |  |  |  |  |  |  |  |  |  |  |  |  |  |
|  |                                                                      |  |  |  |  |  |  |  |  |  |  |  |  |  |  |  |
|  |                                                                      |  |  |  |  |  |  |  |  |  |  |  |  |  |  |  |
|  | 31. Victoria du Royaume-Uni                                          |  |  |  |  |  |  |  |  |  |  |  |  |  |  |  |
|  |                                                                      |  |  |  |  |  |  |  |  |  |  |  |  |  |  |  |
|  |                                                                      |  |  |  |  |  |  |  |  |  |  |  |  |  |  |  |

### Cécile et Georges-Donatus dans les royautés germaniques
|  |  |                                                                       |                                                                       |                                                                       |                                                                       |                                                                        |                                                                        |                                                                        |                                                                        |                                                                                 |                                                                                 |                                                                                 |                                                                                 |                                                                                 |                                                                                 |                                                                          |                                                                          |                                                                            |                                                                            |                                                                            |                                                                            |                                                                            |                                                                            |  |  |                                                                                     |                                                                                     |                                                                                     |                                                                                     |                                                                                     |                                                                                     |  |  |                                                                                         |                                                                                         |                                                                                         |                                                                                         | Albert, Pce de Saxe-Cobourg-Gotha                                                       | Albert, Pce de Saxe-Cobourg-Gotha                                                       | Albert, Pce de Saxe-Cobourg-Gotha | Albert, Pce de Saxe-Cobourg-Gotha | Albert, Pce de Saxe-Cobourg-Gotha                                         | Albert, Pce de Saxe-Cobourg-Gotha                                         |                                                                           |                                                                           | Victoria, Reine du Royaume-Uni                                            | Victoria, Reine du Royaume-Uni                                            | Victoria, Reine du Royaume-Uni | Victoria, Reine du Royaume-Uni | Victoria, Reine du Royaume-Uni                                 | Victoria, Reine du Royaume-Uni                                 |                                                                |                                                                |                                                                |                                                                |  |  |                                                                    |                                                                    |                                                                    |                                                                    |                                                                    |                                                                    |                                           |                                           |                                                                      |                                                                      |                                                                      |                                                                      |                                                                      |                                                                      |  |  |                                                             |                                                             |                                                             |                                                             |                                                             |                                                             |                                                      |                                                      |                                                                          |                                                                          |                                                                          |                                                                          |                                                                          |                                                                          |  |  |  |  |  |  |  |  |  |  |  |  |  |  |  |  |  |  |  |  |  |  |  |  |  |  |  |  |  |  |  |  |  |  |  |  |  |  |  |  |
|  |  |                                                                       |                                                                       |                                                                       |                                                                       |                                                                        |                                                                        |                                                                        |                                                                        |                                                                                 |                                                                                 |                                                                                 |                                                                                 |                                                                                 |                                                                                 |                                                                          |                                                                          |                                                                            |                                                                            |                                                                            |                                                                            |                                                                            |                                                                            |  |  |                                                                                     |                                                                                     |                                                                                     |                                                                                     |                                                                                     |                                                                                     |  |  |                                                                                         |                                                                                         |                                                                                         |                                                                                         | Albert, Pce de Saxe-Cobourg-Gotha                                                       | Albert, Pce de Saxe-Cobourg-Gotha                                                       | Albert, Pce de Saxe-Cobourg-Gotha | Albert, Pce de Saxe-Cobourg-Gotha | Albert, Pce de Saxe-Cobourg-Gotha                                         | Albert, Pce de Saxe-Cobourg-Gotha                                         |                                                                           |                                                                           | Victoria, Reine du Royaume-Uni                                            | Victoria, Reine du Royaume-Uni                                            | Victoria, Reine du Royaume-Uni | Victoria, Reine du Royaume-Uni | Victoria, Reine du Royaume-Uni                                 | Victoria, Reine du Royaume-Uni                                 |                                                                |                                                                |                                                                |                                                                |  |  |                                                                    |                                                                    |                                                                    |                                                                    |                                                                    |                                                                    |                                           |                                           |                                                                      |                                                                      |                                                                      |                                                                      |                                                                      |                                                                      |  |  |                                                             |                                                             |                                                             |                                                             |                                                             |                                                             |                                                      |                                                      |                                                                          |                                                                          |                                                                          |                                                                          |                                                                          |                                                                          |  |  |  |  |  |  |  |  |  |  |  |  |  |  |  |  |  |  |  |  |  |  |  |  |  |  |  |  |  |  |  |  |  |  |  |  |  |  |  |  |
|  |  |                                                                       |                                                                       |                                                                       |                                                                       |                                                                        |                                                                        |                                                                        |                                                                        |                                                                                 |                                                                                 |                                                                                 |                                                                                 |                                                                                 |                                                                                 |                                                                          |                                                                          |                                                                            |                                                                            |                                                                            |                                                                            |                                                                            |                                                                            |  |  |                                                                                     |                                                                                     |                                                                                     |                                                                                     |                                                                                     |                                                                                     |  |  |                                                                                         |                                                                                         |                                                                                         |                                                                                         |                                                                                         |                                                                                         |                                   |                                   |                                                                           |                                                                           |                                                                           |                                                                           |                                                                           |                                                                           |                                |                                |                                                                |                                                                |                                                                |                                                                |                                                                |                                                                |  |  |                                                                    |                                                                    |                                                                    |                                                                    |                                                                    |                                                                    |                                           |                                           |                                                                      |                                                                      |                                                                      |                                                                      |                                                                      |                                                                      |  |  |                                                             |                                                             |                                                             |                                                             |                                                             |                                                             |                                                      |                                                      |                                                                          |                                                                          |                                                                          |                                                                          |                                                                          |                                                                          |  |  |  |  |  |  |  |  |  |  |  |  |  |  |  |  |  |  |  |  |  |  |  |  |  |  |  |  |  |  |  |  |  |  |  |  |  |  |  |  |
|  |  |                                                                       |                                                                       |                                                                       |                                                                       |                                                                        |                                                                        |                                                                        |                                                                        |                                                                                 |                                                                                 |                                                                                 |                                                                                 |                                                                                 |                                                                                 |                                                                          |                                                                          |                                                                            |                                                                            |                                                                            |                                                                            |                                                                            |                                                                            |  |  |                                                                                     |                                                                                     |                                                                                     |                                                                                     |                                                                                     |                                                                                     |  |  |                                                                                         |                                                                                         |                                                                                         |                                                                                         |                                                                                         |                                                                                         |                                   |                                   |                                                                           |                                                                           |                                                                           |                                                                           |                                                                           |                                                                           |                                |                                |                                                                |                                                                |                                                                |                                                                |                                                                |                                                                |  |  |                                                                    |                                                                    |                                                                    |                                                                    |                                                                    |                                                                    |                                           |                                           |                                                                      |                                                                      |                                                                      |                                                                      |                                                                      |                                                                      |  |  |                                                             |                                                             |                                                             |                                                             |                                                             |                                                             |                                                      |                                                      |                                                                          |                                                                          |                                                                          |                                                                          |                                                                          |                                                                          |  |  |  |  |  |  |  |  |  |  |  |  |  |  |  |  |  |  |  |  |  |  |  |  |  |  |  |  |  |  |  |  |  |  |  |  |  |  |  |  |
|  |  |                                                                       |                                                                       |                                                                       |                                                                       |                                                                        |                                                                        |                                                                        |                                                                        |                                                                                 |                                                                                 | Victoria, Pcesse royale du Royaume-Uni ∞ Frédéric III, Empereur allemand        | Victoria, Pcesse royale du Royaume-Uni ∞ Frédéric III, Empereur allemand        | Victoria, Pcesse royale du Royaume-Uni ∞ Frédéric III, Empereur allemand        | Victoria, Pcesse royale du Royaume-Uni ∞ Frédéric III, Empereur allemand        | Victoria, Pcesse royale du Royaume-Uni ∞ Frédéric III, Empereur allemand | Victoria, Pcesse royale du Royaume-Uni ∞ Frédéric III, Empereur allemand |                                                                            |                                                                            |                                                                            |                                                                            |                                                                            |                                                                            |  |  |                                                                                     |                                                                                     |                                                                                     |                                                                                     |                                                                                     |                                                                                     |  |  | Hélène, Pcesse du Royaume-Uni ∞ Christian, Duc de S.H.S.A.                              | Hélène, Pcesse du Royaume-Uni ∞ Christian, Duc de S.H.S.A.                              | Hélène, Pcesse du Royaume-Uni ∞ Christian, Duc de S.H.S.A.                              | Hélène, Pcesse du Royaume-Uni ∞ Christian, Duc de S.H.S.A.                              | Hélène, Pcesse du Royaume-Uni ∞ Christian, Duc de S.H.S.A.                              | Hélène, Pcesse du Royaume-Uni ∞ Christian, Duc de S.H.S.A.                              |                                   |                                   |                                                                           |                                                                           |                                                                           |                                                                           |                                                                           |                                                                           |                                |                                |                                                                |                                                                |                                                                |                                                                |                                                                |                                                                |  |  | Alice, Pcesse du Royaume-Uni ∞ Louis IV, Gd-duc de Hesse-Darmstadt | Alice, Pcesse du Royaume-Uni ∞ Louis IV, Gd-duc de Hesse-Darmstadt | Alice, Pcesse du Royaume-Uni ∞ Louis IV, Gd-duc de Hesse-Darmstadt | Alice, Pcesse du Royaume-Uni ∞ Louis IV, Gd-duc de Hesse-Darmstadt | Alice, Pcesse du Royaume-Uni ∞ Louis IV, Gd-duc de Hesse-Darmstadt | Alice, Pcesse du Royaume-Uni ∞ Louis IV, Gd-duc de Hesse-Darmstadt |                                           |                                           |                                                                      |                                                                      |                                                                      |                                                                      |                                                                      |                                                                      |  |  | Alfred, Duc de S.C.G. ∞ Marie, Gde-Dsse de Russie           | Alfred, Duc de S.C.G. ∞ Marie, Gde-Dsse de Russie           | Alfred, Duc de S.C.G. ∞ Marie, Gde-Dsse de Russie           | Alfred, Duc de S.C.G. ∞ Marie, Gde-Dsse de Russie           | Alfred, Duc de S.C.G. ∞ Marie, Gde-Dsse de Russie           | Alfred, Duc de S.C.G. ∞ Marie, Gde-Dsse de Russie           |                                                      |                                                      | Léopold, Pce du Royaume-Uni ∞ Hélène, Pcesse de Waldeck-Pyrmont          | Léopold, Pce du Royaume-Uni ∞ Hélène, Pcesse de Waldeck-Pyrmont          | Léopold, Pce du Royaume-Uni ∞ Hélène, Pcesse de Waldeck-Pyrmont          | Léopold, Pce du Royaume-Uni ∞ Hélène, Pcesse de Waldeck-Pyrmont          | Léopold, Pce du Royaume-Uni ∞ Hélène, Pcesse de Waldeck-Pyrmont          | Léopold, Pce du Royaume-Uni ∞ Hélène, Pcesse de Waldeck-Pyrmont          |  |  |  |  |  |  |  |  |  |  |  |  |  |  |  |  |  |  |  |  |  |  |  |  |  |  |  |  |  |  |  |  |  |  |  |  |  |  |  |  |
|  |  |                                                                       |                                                                       |                                                                       |                                                                       |                                                                        |                                                                        |                                                                        |                                                                        |                                                                                 |                                                                                 | Victoria, Pcesse royale du Royaume-Uni ∞ Frédéric III, Empereur allemand        | Victoria, Pcesse royale du Royaume-Uni ∞ Frédéric III, Empereur allemand        | Victoria, Pcesse royale du Royaume-Uni ∞ Frédéric III, Empereur allemand        | Victoria, Pcesse royale du Royaume-Uni ∞ Frédéric III, Empereur allemand        | Victoria, Pcesse royale du Royaume-Uni ∞ Frédéric III, Empereur allemand | Victoria, Pcesse royale du Royaume-Uni ∞ Frédéric III, Empereur allemand |                                                                            |                                                                            |                                                                            |                                                                            |                                                                            |                                                                            |  |  |                                                                                     |                                                                                     |                                                                                     |                                                                                     |                                                                                     |                                                                                     |  |  | Hélène, Pcesse du Royaume-Uni ∞ Christian, Duc de S.H.S.A.                              | Hélène, Pcesse du Royaume-Uni ∞ Christian, Duc de S.H.S.A.                              | Hélène, Pcesse du Royaume-Uni ∞ Christian, Duc de S.H.S.A.                              | Hélène, Pcesse du Royaume-Uni ∞ Christian, Duc de S.H.S.A.                              | Hélène, Pcesse du Royaume-Uni ∞ Christian, Duc de S.H.S.A.                              | Hélène, Pcesse du Royaume-Uni ∞ Christian, Duc de S.H.S.A.                              |                                   |                                   |                                                                           |                                                                           |                                                                           |                                                                           |                                                                           |                                                                           |                                |                                |                                                                |                                                                |                                                                |                                                                |                                                                |                                                                |  |  | Alice, Pcesse du Royaume-Uni ∞ Louis IV, Gd-duc de Hesse-Darmstadt | Alice, Pcesse du Royaume-Uni ∞ Louis IV, Gd-duc de Hesse-Darmstadt | Alice, Pcesse du Royaume-Uni ∞ Louis IV, Gd-duc de Hesse-Darmstadt | Alice, Pcesse du Royaume-Uni ∞ Louis IV, Gd-duc de Hesse-Darmstadt | Alice, Pcesse du Royaume-Uni ∞ Louis IV, Gd-duc de Hesse-Darmstadt | Alice, Pcesse du Royaume-Uni ∞ Louis IV, Gd-duc de Hesse-Darmstadt |                                           |                                           |                                                                      |                                                                      |                                                                      |                                                                      |                                                                      |                                                                      |  |  | Alfred, Duc de S.C.G. ∞ Marie, Gde-Dsse de Russie           | Alfred, Duc de S.C.G. ∞ Marie, Gde-Dsse de Russie           | Alfred, Duc de S.C.G. ∞ Marie, Gde-Dsse de Russie           | Alfred, Duc de S.C.G. ∞ Marie, Gde-Dsse de Russie           | Alfred, Duc de S.C.G. ∞ Marie, Gde-Dsse de Russie           | Alfred, Duc de S.C.G. ∞ Marie, Gde-Dsse de Russie           |                                                      |                                                      | Léopold, Pce du Royaume-Uni ∞ Hélène, Pcesse de Waldeck-Pyrmont          | Léopold, Pce du Royaume-Uni ∞ Hélène, Pcesse de Waldeck-Pyrmont          | Léopold, Pce du Royaume-Uni ∞ Hélène, Pcesse de Waldeck-Pyrmont          | Léopold, Pce du Royaume-Uni ∞ Hélène, Pcesse de Waldeck-Pyrmont          | Léopold, Pce du Royaume-Uni ∞ Hélène, Pcesse de Waldeck-Pyrmont          | Léopold, Pce du Royaume-Uni ∞ Hélène, Pcesse de Waldeck-Pyrmont          |  |  |  |  |  |  |  |  |  |  |  |  |  |  |  |  |  |  |  |  |  |  |  |  |  |  |  |  |  |  |  |  |  |  |  |  |  |  |  |  |
|  |  |                                                                       |                                                                       |                                                                       |                                                                       |                                                                        |                                                                        |                                                                        |                                                                        |                                                                                 |                                                                                 |                                                                                 |                                                                                 |                                                                                 |                                                                                 |                                                                          |                                                                          |                                                                            |                                                                            |                                                                            |                                                                            |                                                                            |                                                                            |  |  |                                                                                     |                                                                                     |                                                                                     |                                                                                     |                                                                                     |                                                                                     |  |  |                                                                                         |                                                                                         |                                                                                         |                                                                                         |                                                                                         |                                                                                         |                                   |                                   |                                                                           |                                                                           |                                                                           |                                                                           |                                                                           |                                                                           |                                |                                |                                                                |                                                                |                                                                |                                                                |                                                                |                                                                |  |  |                                                                    |                                                                    |                                                                    |                                                                    |                                                                    |                                                                    |                                           |                                           |                                                                      |                                                                      |                                                                      |                                                                      |                                                                      |                                                                      |  |  |                                                             |                                                             |                                                             |                                                             |                                                             |                                                             |                                                      |                                                      |                                                                          |                                                                          |                                                                          |                                                                          |                                                                          |                                                                          |  |  |  |  |  |  |  |  |  |  |  |  |  |  |  |  |  |  |  |  |  |  |  |  |  |  |  |  |  |  |  |  |  |  |  |  |  |  |  |  |
|  |  |                                                                       |                                                                       |                                                                       |                                                                       | Guillaume II, Empereur allemand ∞ Augusta-Victoria, Pcesse de S.H.S.A. | Guillaume II, Empereur allemand ∞ Augusta-Victoria, Pcesse de S.H.S.A. | Guillaume II, Empereur allemand ∞ Augusta-Victoria, Pcesse de S.H.S.A. | Guillaume II, Empereur allemand ∞ Augusta-Victoria, Pcesse de S.H.S.A. | Guillaume II, Empereur allemand ∞ Augusta-Victoria, Pcesse de S.H.S.A.          | Guillaume II, Empereur allemand ∞ Augusta-Victoria, Pcesse de S.H.S.A.          |                                                                                 |                                                                                 |                                                                                 |                                                                                 |                                                                          |                                                                          | Marguerite, Pcesse de Prusse ∞ Frédéric-Charles, Landgrave de Hesse-Cassel | Marguerite, Pcesse de Prusse ∞ Frédéric-Charles, Landgrave de Hesse-Cassel | Marguerite, Pcesse de Prusse ∞ Frédéric-Charles, Landgrave de Hesse-Cassel | Marguerite, Pcesse de Prusse ∞ Frédéric-Charles, Landgrave de Hesse-Cassel | Marguerite, Pcesse de Prusse ∞ Frédéric-Charles, Landgrave de Hesse-Cassel | Marguerite, Pcesse de Prusse ∞ Frédéric-Charles, Landgrave de Hesse-Cassel |  |  |                                                                                     |                                                                                     |                                                                                     |                                                                                     |                                                                                     |                                                                                     |  |  | Marie-Louise, Pcesse de S.H.S.A. ∞ Aribert, Régent d'Anhalt                             | Marie-Louise, Pcesse de S.H.S.A. ∞ Aribert, Régent d'Anhalt                             | Marie-Louise, Pcesse de S.H.S.A. ∞ Aribert, Régent d'Anhalt                             | Marie-Louise, Pcesse de S.H.S.A. ∞ Aribert, Régent d'Anhalt                             | Marie-Louise, Pcesse de S.H.S.A. ∞ Aribert, Régent d'Anhalt                             | Marie-Louise, Pcesse de S.H.S.A. ∞ Aribert, Régent d'Anhalt                             |                                   |                                   |                                                                           |                                                                           |                                                                           |                                                                           |                                                                           |                                                                           |                                |                                | Victoria, Pcesse de Hesse-Darmstadt ∞ Louis, Pce de Battenberg | Victoria, Pcesse de Hesse-Darmstadt ∞ Louis, Pce de Battenberg | Victoria, Pcesse de Hesse-Darmstadt ∞ Louis, Pce de Battenberg | Victoria, Pcesse de Hesse-Darmstadt ∞ Louis, Pce de Battenberg | Victoria, Pcesse de Hesse-Darmstadt ∞ Louis, Pce de Battenberg | Victoria, Pcesse de Hesse-Darmstadt ∞ Louis, Pce de Battenberg |  |  |                                                                    |                                                                    |                                                                    |                                                                    |                                                                    |                                                                    |                                           |                                           | Ernest-Louis, Gd-duc de Hesse-Darmstadt ∞ Éléonore, Pcesse de S.H.L. | Ernest-Louis, Gd-duc de Hesse-Darmstadt ∞ Éléonore, Pcesse de S.H.L. | Ernest-Louis, Gd-duc de Hesse-Darmstadt ∞ Éléonore, Pcesse de S.H.L. | Ernest-Louis, Gd-duc de Hesse-Darmstadt ∞ Éléonore, Pcesse de S.H.L. | Ernest-Louis, Gd-duc de Hesse-Darmstadt ∞ Éléonore, Pcesse de S.H.L. | Ernest-Louis, Gd-duc de Hesse-Darmstadt ∞ Éléonore, Pcesse de S.H.L. |  |  | Alfred, Pce héritier de S.C.G.                              | Alfred, Pce héritier de S.C.G.                              | Alfred, Pce héritier de S.C.G.                              | Alfred, Pce héritier de S.C.G.                              | Alfred, Pce héritier de S.C.G.                              | Alfred, Pce héritier de S.C.G.                              |                                                      |                                                      | Charles-Édouard, Duc de S.C.G. ∞ Victoria-Adélaïde, Pcesse de S.H.S.G.   | Charles-Édouard, Duc de S.C.G. ∞ Victoria-Adélaïde, Pcesse de S.H.S.G.   | Charles-Édouard, Duc de S.C.G. ∞ Victoria-Adélaïde, Pcesse de S.H.S.G.   | Charles-Édouard, Duc de S.C.G. ∞ Victoria-Adélaïde, Pcesse de S.H.S.G.   | Charles-Édouard, Duc de S.C.G. ∞ Victoria-Adélaïde, Pcesse de S.H.S.G.   | Charles-Édouard, Duc de S.C.G. ∞ Victoria-Adélaïde, Pcesse de S.H.S.G.   |  |  |  |  |  |  |  |  |  |  |  |  |  |  |  |  |  |  |  |  |  |  |  |  |  |  |  |  |  |  |  |  |  |  |  |  |  |  |  |  |
|  |  |                                                                       |                                                                       |                                                                       |                                                                       | Guillaume II, Empereur allemand ∞ Augusta-Victoria, Pcesse de S.H.S.A. | Guillaume II, Empereur allemand ∞ Augusta-Victoria, Pcesse de S.H.S.A. | Guillaume II, Empereur allemand ∞ Augusta-Victoria, Pcesse de S.H.S.A. | Guillaume II, Empereur allemand ∞ Augusta-Victoria, Pcesse de S.H.S.A. | Guillaume II, Empereur allemand ∞ Augusta-Victoria, Pcesse de S.H.S.A.          | Guillaume II, Empereur allemand ∞ Augusta-Victoria, Pcesse de S.H.S.A.          |                                                                                 |                                                                                 |                                                                                 |                                                                                 |                                                                          |                                                                          | Marguerite, Pcesse de Prusse ∞ Frédéric-Charles, Landgrave de Hesse-Cassel | Marguerite, Pcesse de Prusse ∞ Frédéric-Charles, Landgrave de Hesse-Cassel | Marguerite, Pcesse de Prusse ∞ Frédéric-Charles, Landgrave de Hesse-Cassel | Marguerite, Pcesse de Prusse ∞ Frédéric-Charles, Landgrave de Hesse-Cassel | Marguerite, Pcesse de Prusse ∞ Frédéric-Charles, Landgrave de Hesse-Cassel | Marguerite, Pcesse de Prusse ∞ Frédéric-Charles, Landgrave de Hesse-Cassel |  |  |                                                                                     |                                                                                     |                                                                                     |                                                                                     |                                                                                     |                                                                                     |  |  | Marie-Louise, Pcesse de S.H.S.A. ∞ Aribert, Régent d'Anhalt                             | Marie-Louise, Pcesse de S.H.S.A. ∞ Aribert, Régent d'Anhalt                             | Marie-Louise, Pcesse de S.H.S.A. ∞ Aribert, Régent d'Anhalt                             | Marie-Louise, Pcesse de S.H.S.A. ∞ Aribert, Régent d'Anhalt                             | Marie-Louise, Pcesse de S.H.S.A. ∞ Aribert, Régent d'Anhalt                             | Marie-Louise, Pcesse de S.H.S.A. ∞ Aribert, Régent d'Anhalt                             |                                   |                                   |                                                                           |                                                                           |                                                                           |                                                                           |                                                                           |                                                                           |                                |                                | Victoria, Pcesse de Hesse-Darmstadt ∞ Louis, Pce de Battenberg | Victoria, Pcesse de Hesse-Darmstadt ∞ Louis, Pce de Battenberg | Victoria, Pcesse de Hesse-Darmstadt ∞ Louis, Pce de Battenberg | Victoria, Pcesse de Hesse-Darmstadt ∞ Louis, Pce de Battenberg | Victoria, Pcesse de Hesse-Darmstadt ∞ Louis, Pce de Battenberg | Victoria, Pcesse de Hesse-Darmstadt ∞ Louis, Pce de Battenberg |  |  |                                                                    |                                                                    |                                                                    |                                                                    |                                                                    |                                                                    |                                           |                                           | Ernest-Louis, Gd-duc de Hesse-Darmstadt ∞ Éléonore, Pcesse de S.H.L. | Ernest-Louis, Gd-duc de Hesse-Darmstadt ∞ Éléonore, Pcesse de S.H.L. | Ernest-Louis, Gd-duc de Hesse-Darmstadt ∞ Éléonore, Pcesse de S.H.L. | Ernest-Louis, Gd-duc de Hesse-Darmstadt ∞ Éléonore, Pcesse de S.H.L. | Ernest-Louis, Gd-duc de Hesse-Darmstadt ∞ Éléonore, Pcesse de S.H.L. | Ernest-Louis, Gd-duc de Hesse-Darmstadt ∞ Éléonore, Pcesse de S.H.L. |  |  | Alfred, Pce héritier de S.C.G.                              | Alfred, Pce héritier de S.C.G.                              | Alfred, Pce héritier de S.C.G.                              | Alfred, Pce héritier de S.C.G.                              | Alfred, Pce héritier de S.C.G.                              | Alfred, Pce héritier de S.C.G.                              |                                                      |                                                      | Charles-Édouard, Duc de S.C.G. ∞ Victoria-Adélaïde, Pcesse de S.H.S.G.   | Charles-Édouard, Duc de S.C.G. ∞ Victoria-Adélaïde, Pcesse de S.H.S.G.   | Charles-Édouard, Duc de S.C.G. ∞ Victoria-Adélaïde, Pcesse de S.H.S.G.   | Charles-Édouard, Duc de S.C.G. ∞ Victoria-Adélaïde, Pcesse de S.H.S.G.   | Charles-Édouard, Duc de S.C.G. ∞ Victoria-Adélaïde, Pcesse de S.H.S.G.   | Charles-Édouard, Duc de S.C.G. ∞ Victoria-Adélaïde, Pcesse de S.H.S.G.   |  |  |  |  |  |  |  |  |  |  |  |  |  |  |  |  |  |  |  |  |  |  |  |  |  |  |  |  |  |  |  |  |  |  |  |  |  |  |  |  |
|  |  |                                                                       |                                                                       |                                                                       |                                                                       |                                                                        |                                                                        |                                                                        |                                                                        |                                                                                 |                                                                                 |                                                                                 |                                                                                 |                                                                                 |                                                                                 |                                                                          |                                                                          |                                                                            |                                                                            |                                                                            |                                                                            |                                                                            |                                                                            |  |  |                                                                                     |                                                                                     |                                                                                     |                                                                                     |                                                                                     |                                                                                     |  |  |                                                                                         |                                                                                         |                                                                                         |                                                                                         |                                                                                         |                                                                                         |                                   |                                   |                                                                           |                                                                           |                                                                           |                                                                           |                                                                           |                                                                           |                                |                                |                                                                |                                                                |                                                                |                                                                |                                                                |                                                                |  |  |                                                                    |                                                                    |                                                                    |                                                                    |                                                                    |                                                                    |                                           |                                           |                                                                      |                                                                      |                                                                      |                                                                      |                                                                      |                                                                      |  |  |                                                             |                                                             |                                                             |                                                             |                                                             |                                                             |                                                      |                                                      |                                                                          |                                                                          |                                                                          |                                                                          |                                                                          |                                                                          |  |  |  |  |  |  |  |  |  |  |  |  |  |  |  |  |  |  |  |  |  |  |  |  |  |  |  |  |  |  |  |  |  |  |  |  |  |  |  |  |
|  |  | Victoria-Louise, Pcesse de Prusse ∞ Ernest-Auguste, Duc de Brunswick  | Victoria-Louise, Pcesse de Prusse ∞ Ernest-Auguste, Duc de Brunswick  | Victoria-Louise, Pcesse de Prusse ∞ Ernest-Auguste, Duc de Brunswick  | Victoria-Louise, Pcesse de Prusse ∞ Ernest-Auguste, Duc de Brunswick  | Victoria-Louise, Pcesse de Prusse ∞ Ernest-Auguste, Duc de Brunswick   | Victoria-Louise, Pcesse de Prusse ∞ Ernest-Auguste, Duc de Brunswick   |                                                                        |                                                                        | Guillaume, Pce héritier de Prusse ∞ Cécile, Pcesse de Mecklembourg-Schwerin     | Guillaume, Pce héritier de Prusse ∞ Cécile, Pcesse de Mecklembourg-Schwerin     | Guillaume, Pce héritier de Prusse ∞ Cécile, Pcesse de Mecklembourg-Schwerin     | Guillaume, Pce héritier de Prusse ∞ Cécile, Pcesse de Mecklembourg-Schwerin     | Guillaume, Pce héritier de Prusse ∞ Cécile, Pcesse de Mecklembourg-Schwerin     | Guillaume, Pce héritier de Prusse ∞ Cécile, Pcesse de Mecklembourg-Schwerin     |                                                                          |                                                                          |                                                                            |                                                                            |                                                                            |                                                                            |                                                                            |                                                                            |  |  | Nicolas, Pce de Grèce ∞ Hélène, Gde-Dsse de Russie                                  | Nicolas, Pce de Grèce ∞ Hélène, Gde-Dsse de Russie                                  | Nicolas, Pce de Grèce ∞ Hélène, Gde-Dsse de Russie                                  | Nicolas, Pce de Grèce ∞ Hélène, Gde-Dsse de Russie                                  | Nicolas, Pce de Grèce ∞ Hélène, Gde-Dsse de Russie                                  | Nicolas, Pce de Grèce ∞ Hélène, Gde-Dsse de Russie                                  |  |  |                                                                                         |                                                                                         |                                                                                         |                                                                                         |                                                                                         |                                                                                         |                                   |                                   | André, Pce de Grèce                                                       | André, Pce de Grèce                                                       | André, Pce de Grèce                                                       | André, Pce de Grèce                                                       | André, Pce de Grèce                                                       | André, Pce de Grèce                                                       |                                |                                | Alice, Pcesse de Battenberg                                    | Alice, Pcesse de Battenberg                                    | Alice, Pcesse de Battenberg                                    | Alice, Pcesse de Battenberg                                    | Alice, Pcesse de Battenberg                                    | Alice, Pcesse de Battenberg                                    |  |  |                                                                    |                                                                    |                                                                    |                                                                    |                                                                    |                                                                    |                                           |                                           |                                                                      |                                                                      |                                                                      |                                                                      |                                                                      |                                                                      |  |  |                                                             |                                                             |                                                             |                                                             |                                                             |                                                             |                                                      |                                                      | Frédéric-Josias, Duc de S.C.G. ∞ Victoria-Louise, Pcesse de Solms-Baruth | Frédéric-Josias, Duc de S.C.G. ∞ Victoria-Louise, Pcesse de Solms-Baruth | Frédéric-Josias, Duc de S.C.G. ∞ Victoria-Louise, Pcesse de Solms-Baruth | Frédéric-Josias, Duc de S.C.G. ∞ Victoria-Louise, Pcesse de Solms-Baruth | Frédéric-Josias, Duc de S.C.G. ∞ Victoria-Louise, Pcesse de Solms-Baruth | Frédéric-Josias, Duc de S.C.G. ∞ Victoria-Louise, Pcesse de Solms-Baruth |  |  |  |  |  |  |  |  |  |  |  |  |  |  |  |  |  |  |  |  |  |  |  |  |  |  |  |  |  |  |  |  |  |  |  |  |  |  |  |  |
|  |  | Victoria-Louise, Pcesse de Prusse ∞ Ernest-Auguste, Duc de Brunswick  | Victoria-Louise, Pcesse de Prusse ∞ Ernest-Auguste, Duc de Brunswick  | Victoria-Louise, Pcesse de Prusse ∞ Ernest-Auguste, Duc de Brunswick  | Victoria-Louise, Pcesse de Prusse ∞ Ernest-Auguste, Duc de Brunswick  | Victoria-Louise, Pcesse de Prusse ∞ Ernest-Auguste, Duc de Brunswick   | Victoria-Louise, Pcesse de Prusse ∞ Ernest-Auguste, Duc de Brunswick   |                                                                        |                                                                        |                                                                                 | Guillaume, Pce héritier de Prusse ∞ Cécile, Pcesse de Mecklembourg-Schwerin     | Guillaume, Pce héritier de Prusse ∞ Cécile, Pcesse de Mecklembourg-Schwerin     | Guillaume, Pce héritier de Prusse ∞ Cécile, Pcesse de Mecklembourg-Schwerin     | Guillaume, Pce héritier de Prusse ∞ Cécile, Pcesse de Mecklembourg-Schwerin     | Guillaume, Pce héritier de Prusse ∞ Cécile, Pcesse de Mecklembourg-Schwerin     |                                                                          |                                                                          |                                                                            |                                                                            |                                                                            |                                                                            |                                                                            |                                                                            |  |  | Nicolas, Pce de Grèce ∞ Hélène, Gde-Dsse de Russie                                  | Nicolas, Pce de Grèce ∞ Hélène, Gde-Dsse de Russie                                  | Nicolas, Pce de Grèce ∞ Hélène, Gde-Dsse de Russie                                  | Nicolas, Pce de Grèce ∞ Hélène, Gde-Dsse de Russie                                  | Nicolas, Pce de Grèce ∞ Hélène, Gde-Dsse de Russie                                  | Nicolas, Pce de Grèce ∞ Hélène, Gde-Dsse de Russie                                  |  |  |                                                                                         |                                                                                         |                                                                                         |                                                                                         |                                                                                         |                                                                                         |                                   |                                   | André, Pce de Grèce                                                       | André, Pce de Grèce                                                       | André, Pce de Grèce                                                       | André, Pce de Grèce                                                       | André, Pce de Grèce                                                       | André, Pce de Grèce                                                       |                                |                                | Alice, Pcesse de Battenberg                                    | Alice, Pcesse de Battenberg                                    | Alice, Pcesse de Battenberg                                    | Alice, Pcesse de Battenberg                                    | Alice, Pcesse de Battenberg                                    | Alice, Pcesse de Battenberg                                    |  |  |                                                                    |                                                                    |                                                                    |                                                                    |                                                                    |                                                                    |                                           |                                           |                                                                      |                                                                      |                                                                      |                                                                      |                                                                      |                                                                      |  |  |                                                             |                                                             |                                                             |                                                             |                                                             |                                                             |                                                      |                                                      | Frédéric-Josias, Duc de S.C.G. ∞ Victoria-Louise, Pcesse de Solms-Baruth | Frédéric-Josias, Duc de S.C.G. ∞ Victoria-Louise, Pcesse de Solms-Baruth | Frédéric-Josias, Duc de S.C.G. ∞ Victoria-Louise, Pcesse de Solms-Baruth | Frédéric-Josias, Duc de S.C.G. ∞ Victoria-Louise, Pcesse de Solms-Baruth | Frédéric-Josias, Duc de S.C.G. ∞ Victoria-Louise, Pcesse de Solms-Baruth | Frédéric-Josias, Duc de S.C.G. ∞ Victoria-Louise, Pcesse de Solms-Baruth |  |  |  |  |  |  |  |  |  |  |  |  |  |  |  |  |  |  |  |  |  |  |  |  |  |  |  |  |  |  |  |  |  |  |  |  |  |  |  |  |
|  |  |                                                                       |                                                                       |                                                                       |                                                                       |                                                                        |                                                                        |                                                                        |                                                                        |                                                                                 |                                                                                 |                                                                                 |                                                                                 |                                                                                 |                                                                                 |                                                                          |                                                                          |                                                                            |                                                                            |                                                                            |                                                                            |                                                                            |                                                                            |  |  |                                                                                     |                                                                                     |                                                                                     |                                                                                     |                                                                                     |                                                                                     |  |  |                                                                                         |                                                                                         |                                                                                         |                                                                                         |                                                                                         |                                                                                         |                                   |                                   |                                                                           |                                                                           |                                                                           |                                                                           |                                                                           |                                                                           |                                |                                |                                                                |                                                                |                                                                |                                                                |                                                                |                                                                |  |  |                                                                    |                                                                    |                                                                    |                                                                    |                                                                    |                                                                    |                                           |                                           |                                                                      |                                                                      |                                                                      |                                                                      |                                                                      |                                                                      |  |  |                                                             |                                                             |                                                             |                                                             |                                                             |                                                             |                                                      |                                                      |                                                                          |                                                                          |                                                                          |                                                                          |                                                                          |                                                                          |  |  |  |  |  |  |  |  |  |  |  |  |  |  |  |  |  |  |  |  |  |  |  |  |  |  |  |  |  |  |  |  |  |  |  |  |  |  |  |  |
|  |  |                                                                       |                                                                       |                                                                       |                                                                       |                                                                        |                                                                        |                                                                        |                                                                        |                                                                                 |                                                                                 |                                                                                 |                                                                                 |                                                                                 |                                                                                 |                                                                          |                                                                          |                                                                            |                                                                            |                                                                            |                                                                            |                                                                            |                                                                            |  |  |                                                                                     |                                                                                     |                                                                                     |                                                                                     |                                                                                     |                                                                                     |  |  |                                                                                         |                                                                                         |                                                                                         |                                                                                         |                                                                                         |                                                                                         |                                   |                                   |                                                                           |                                                                           |                                                                           |                                                                           |                                                                           |                                                                           |                                |                                |                                                                |                                                                |                                                                |                                                                |                                                                |                                                                |  |  |                                                                    |                                                                    |                                                                    |                                                                    |                                                                    |                                                                    |                                           |                                           |                                                                      |                                                                      |                                                                      |                                                                      |                                                                      |                                                                      |  |  |                                                             |                                                             |                                                             |                                                             |                                                             |                                                             |                                                      |                                                      |                                                                          |                                                                          |                                                                          |                                                                          |                                                                          |                                                                          |  |  |  |  |  |  |  |  |  |  |  |  |  |  |  |  |  |  |  |  |  |  |  |  |  |  |  |  |  |  |  |  |  |  |  |  |  |  |  |  |
|  |  | Ernest-Auguste, Pce héritier de Hanovre ∞ Ortrude, Pcesse de S.H.S.G. | Ernest-Auguste, Pce héritier de Hanovre ∞ Ortrude, Pcesse de S.H.S.G. | Ernest-Auguste, Pce héritier de Hanovre ∞ Ortrude, Pcesse de S.H.S.G. | Ernest-Auguste, Pce héritier de Hanovre ∞ Ortrude, Pcesse de S.H.S.G. | Ernest-Auguste, Pce héritier de Hanovre ∞ Ortrude, Pcesse de S.H.S.G.  | Ernest-Auguste, Pce héritier de Hanovre ∞ Ortrude, Pcesse de S.H.S.G.  |                                                                        |                                                                        | Louis-Ferdinand, Pce héritier de Prusse ∞ Kira, Gde-Dsse de Russie              | Louis-Ferdinand, Pce héritier de Prusse ∞ Kira, Gde-Dsse de Russie              | Louis-Ferdinand, Pce héritier de Prusse ∞ Kira, Gde-Dsse de Russie              | Louis-Ferdinand, Pce héritier de Prusse ∞ Kira, Gde-Dsse de Russie              | Louis-Ferdinand, Pce héritier de Prusse ∞ Kira, Gde-Dsse de Russie              | Louis-Ferdinand, Pce héritier de Prusse ∞ Kira, Gde-Dsse de Russie              |                                                                          |                                                                          | Philippe, Landgrave de Hesse-Cassel ∞ Mafalda, Pcesse d'Italie             | Philippe, Landgrave de Hesse-Cassel ∞ Mafalda, Pcesse d'Italie             | Philippe, Landgrave de Hesse-Cassel ∞ Mafalda, Pcesse d'Italie             | Philippe, Landgrave de Hesse-Cassel ∞ Mafalda, Pcesse d'Italie             | Philippe, Landgrave de Hesse-Cassel ∞ Mafalda, Pcesse d'Italie             | Philippe, Landgrave de Hesse-Cassel ∞ Mafalda, Pcesse d'Italie             |  |  | Élisabeth, Pcesse de Grèce ∞ Charles-Théodore, Cte de Toerring-Jettenbach           | Élisabeth, Pcesse de Grèce ∞ Charles-Théodore, Cte de Toerring-Jettenbach           | Élisabeth, Pcesse de Grèce ∞ Charles-Théodore, Cte de Toerring-Jettenbach           | Élisabeth, Pcesse de Grèce ∞ Charles-Théodore, Cte de Toerring-Jettenbach           | Élisabeth, Pcesse de Grèce ∞ Charles-Théodore, Cte de Toerring-Jettenbach           | Élisabeth, Pcesse de Grèce ∞ Charles-Théodore, Cte de Toerring-Jettenbach           |  |  | Sophie, Pcesse de Grèce ∞ Christophe, Pce de Hesse-Cassel                               | Sophie, Pcesse de Grèce ∞ Christophe, Pce de Hesse-Cassel                               | Sophie, Pcesse de Grèce ∞ Christophe, Pce de Hesse-Cassel                               | Sophie, Pcesse de Grèce ∞ Christophe, Pce de Hesse-Cassel                               | Sophie, Pcesse de Grèce ∞ Christophe, Pce de Hesse-Cassel                               | Sophie, Pcesse de Grèce ∞ Christophe, Pce de Hesse-Cassel                               |                                   |                                   | Marguerite, Pcesse de Grèce ∞ Gottfried, Pce de Hohenlohe-Langenbourg     | Marguerite, Pcesse de Grèce ∞ Gottfried, Pce de Hohenlohe-Langenbourg     | Marguerite, Pcesse de Grèce ∞ Gottfried, Pce de Hohenlohe-Langenbourg     | Marguerite, Pcesse de Grèce ∞ Gottfried, Pce de Hohenlohe-Langenbourg     | Marguerite, Pcesse de Grèce ∞ Gottfried, Pce de Hohenlohe-Langenbourg     | Marguerite, Pcesse de Grèce ∞ Gottfried, Pce de Hohenlohe-Langenbourg     |                                |                                | Théodora, Pcesse de Grèce ∞ Berthold, Margrave de Bade         | Théodora, Pcesse de Grèce ∞ Berthold, Margrave de Bade         | Théodora, Pcesse de Grèce ∞ Berthold, Margrave de Bade         | Théodora, Pcesse de Grèce ∞ Berthold, Margrave de Bade         | Théodora, Pcesse de Grèce ∞ Berthold, Margrave de Bade         | Théodora, Pcesse de Grèce ∞ Berthold, Margrave de Bade         |  |  | Cécile, Pcesse de Grèce                                            | Cécile, Pcesse de Grèce                                            | Cécile, Pcesse de Grèce                                            | Cécile, Pcesse de Grèce                                            | Cécile, Pcesse de Grèce                                            | Cécile, Pcesse de Grèce                                            |                                           |                                           | Georges-Donatus, Gd-duc de Hesse-Darmstadt                           | Georges-Donatus, Gd-duc de Hesse-Darmstadt                           | Georges-Donatus, Gd-duc de Hesse-Darmstadt                           | Georges-Donatus, Gd-duc de Hesse-Darmstadt                           | Georges-Donatus, Gd-duc de Hesse-Darmstadt                           | Georges-Donatus, Gd-duc de Hesse-Darmstadt                           |  |  | Louis, Gd-duc de Hesse-Darmstadt ∞ Margaret Campbell Geddes | Louis, Gd-duc de Hesse-Darmstadt ∞ Margaret Campbell Geddes | Louis, Gd-duc de Hesse-Darmstadt ∞ Margaret Campbell Geddes | Louis, Gd-duc de Hesse-Darmstadt ∞ Margaret Campbell Geddes | Louis, Gd-duc de Hesse-Darmstadt ∞ Margaret Campbell Geddes | Louis, Gd-duc de Hesse-Darmstadt ∞ Margaret Campbell Geddes |                                                      |                                                      | Andreas, Duc de S.C.G. ∞ Carin Dabelstein                                | Andreas, Duc de S.C.G. ∞ Carin Dabelstein                                | Andreas, Duc de S.C.G. ∞ Carin Dabelstein                                | Andreas, Duc de S.C.G. ∞ Carin Dabelstein                                | Andreas, Duc de S.C.G. ∞ Carin Dabelstein                                | Andreas, Duc de S.C.G. ∞ Carin Dabelstein                                |  |  |  |  |  |  |  |  |  |  |  |  |  |  |  |  |  |  |  |  |  |  |  |  |  |  |  |  |  |  |  |  |  |  |  |  |  |  |  |  |
|  |  | Ernest-Auguste, Pce héritier de Hanovre ∞ Ortrude, Pcesse de S.H.S.G. | Ernest-Auguste, Pce héritier de Hanovre ∞ Ortrude, Pcesse de S.H.S.G. | Ernest-Auguste, Pce héritier de Hanovre ∞ Ortrude, Pcesse de S.H.S.G. | Ernest-Auguste, Pce héritier de Hanovre ∞ Ortrude, Pcesse de S.H.S.G. | Ernest-Auguste, Pce héritier de Hanovre ∞ Ortrude, Pcesse de S.H.S.G.  | Ernest-Auguste, Pce héritier de Hanovre ∞ Ortrude, Pcesse de S.H.S.G.  |                                                                        |                                                                        | Louis-Ferdinand, Pce héritier de Prusse ∞ Kira, Gde-Dsse de Russie              | Louis-Ferdinand, Pce héritier de Prusse ∞ Kira, Gde-Dsse de Russie              | Louis-Ferdinand, Pce héritier de Prusse ∞ Kira, Gde-Dsse de Russie              | Louis-Ferdinand, Pce héritier de Prusse ∞ Kira, Gde-Dsse de Russie              | Louis-Ferdinand, Pce héritier de Prusse ∞ Kira, Gde-Dsse de Russie              | Louis-Ferdinand, Pce héritier de Prusse ∞ Kira, Gde-Dsse de Russie              |                                                                          |                                                                          | Philippe, Landgrave de Hesse-Cassel ∞ Mafalda, Pcesse d'Italie             | Philippe, Landgrave de Hesse-Cassel ∞ Mafalda, Pcesse d'Italie             | Philippe, Landgrave de Hesse-Cassel ∞ Mafalda, Pcesse d'Italie             | Philippe, Landgrave de Hesse-Cassel ∞ Mafalda, Pcesse d'Italie             | Philippe, Landgrave de Hesse-Cassel ∞ Mafalda, Pcesse d'Italie             | Philippe, Landgrave de Hesse-Cassel ∞ Mafalda, Pcesse d'Italie             |  |  | Élisabeth, Pcesse de Grèce ∞ Charles-Théodore, Cte de Toerring-Jettenbach           | Élisabeth, Pcesse de Grèce ∞ Charles-Théodore, Cte de Toerring-Jettenbach           | Élisabeth, Pcesse de Grèce ∞ Charles-Théodore, Cte de Toerring-Jettenbach           | Élisabeth, Pcesse de Grèce ∞ Charles-Théodore, Cte de Toerring-Jettenbach           | Élisabeth, Pcesse de Grèce ∞ Charles-Théodore, Cte de Toerring-Jettenbach           | Élisabeth, Pcesse de Grèce ∞ Charles-Théodore, Cte de Toerring-Jettenbach           |  |  | Sophie, Pcesse de Grèce ∞ Christophe, Pce de Hesse-Cassel                               | Sophie, Pcesse de Grèce ∞ Christophe, Pce de Hesse-Cassel                               | Sophie, Pcesse de Grèce ∞ Christophe, Pce de Hesse-Cassel                               | Sophie, Pcesse de Grèce ∞ Christophe, Pce de Hesse-Cassel                               | Sophie, Pcesse de Grèce ∞ Christophe, Pce de Hesse-Cassel                               | Sophie, Pcesse de Grèce ∞ Christophe, Pce de Hesse-Cassel                               |                                   |                                   | Marguerite, Pcesse de Grèce ∞ Gottfried, Pce de Hohenlohe-Langenbourg     | Marguerite, Pcesse de Grèce ∞ Gottfried, Pce de Hohenlohe-Langenbourg     | Marguerite, Pcesse de Grèce ∞ Gottfried, Pce de Hohenlohe-Langenbourg     | Marguerite, Pcesse de Grèce ∞ Gottfried, Pce de Hohenlohe-Langenbourg     | Marguerite, Pcesse de Grèce ∞ Gottfried, Pce de Hohenlohe-Langenbourg     | Marguerite, Pcesse de Grèce ∞ Gottfried, Pce de Hohenlohe-Langenbourg     |                                |                                | Théodora, Pcesse de Grèce ∞ Berthold, Margrave de Bade         | Théodora, Pcesse de Grèce ∞ Berthold, Margrave de Bade         | Théodora, Pcesse de Grèce ∞ Berthold, Margrave de Bade         | Théodora, Pcesse de Grèce ∞ Berthold, Margrave de Bade         | Théodora, Pcesse de Grèce ∞ Berthold, Margrave de Bade         | Théodora, Pcesse de Grèce ∞ Berthold, Margrave de Bade         |  |  | Cécile, Pcesse de Grèce                                            | Cécile, Pcesse de Grèce                                            | Cécile, Pcesse de Grèce                                            | Cécile, Pcesse de Grèce                                            | Cécile, Pcesse de Grèce                                            | Cécile, Pcesse de Grèce                                            |                                           |                                           | Georges-Donatus, Gd-duc de Hesse-Darmstadt                           | Georges-Donatus, Gd-duc de Hesse-Darmstadt                           | Georges-Donatus, Gd-duc de Hesse-Darmstadt                           | Georges-Donatus, Gd-duc de Hesse-Darmstadt                           | Georges-Donatus, Gd-duc de Hesse-Darmstadt                           | Georges-Donatus, Gd-duc de Hesse-Darmstadt                           |  |  | Louis, Gd-duc de Hesse-Darmstadt ∞ Margaret Campbell Geddes | Louis, Gd-duc de Hesse-Darmstadt ∞ Margaret Campbell Geddes | Louis, Gd-duc de Hesse-Darmstadt ∞ Margaret Campbell Geddes | Louis, Gd-duc de Hesse-Darmstadt ∞ Margaret Campbell Geddes | Louis, Gd-duc de Hesse-Darmstadt ∞ Margaret Campbell Geddes | Louis, Gd-duc de Hesse-Darmstadt ∞ Margaret Campbell Geddes |                                                      |                                                      | Andreas, Duc de S.C.G. ∞ Carin Dabelstein                                | Andreas, Duc de S.C.G. ∞ Carin Dabelstein                                | Andreas, Duc de S.C.G. ∞ Carin Dabelstein                                | Andreas, Duc de S.C.G. ∞ Carin Dabelstein                                | Andreas, Duc de S.C.G. ∞ Carin Dabelstein                                | Andreas, Duc de S.C.G. ∞ Carin Dabelstein                                |  |  |  |  |  |  |  |  |  |  |  |  |  |  |  |  |  |  |  |  |  |  |  |  |  |  |  |  |  |  |  |  |  |  |  |  |  |  |  |  |
|  |  |                                                                       |                                                                       |                                                                       |                                                                       |                                                                        |                                                                        |                                                                        |                                                                        |                                                                                 |                                                                                 |                                                                                 |                                                                                 |                                                                                 |                                                                                 |                                                                          |                                                                          |                                                                            |                                                                            |                                                                            |                                                                            |                                                                            |                                                                            |  |  |                                                                                     |                                                                                     |                                                                                     |                                                                                     |                                                                                     |                                                                                     |  |  |                                                                                         |                                                                                         |                                                                                         |                                                                                         |                                                                                         |                                                                                         |                                   |                                   |                                                                           |                                                                           |                                                                           |                                                                           |                                                                           |                                                                           |                                |                                |                                                                |                                                                |                                                                |                                                                |                                                                |                                                                |  |  |                                                                    |                                                                    |                                                                    |                                                                    |                                                                    |                                                                    |                                           |                                           |                                                                      |                                                                      |                                                                      |                                                                      |                                                                      |                                                                      |  |  |                                                             |                                                             |                                                             |                                                             |                                                             |                                                             |                                                      |                                                      |                                                                          |                                                                          |                                                                          |                                                                          |                                                                          |                                                                          |  |  |  |  |  |  |  |  |  |  |  |  |  |  |  |  |  |  |  |  |  |  |  |  |  |  |  |  |  |  |  |  |  |  |  |  |  |  |  |  |
|  |  | Ernest-Auguste, Pce héritier de Hanovre ∞ Chantal Hochuli             | Ernest-Auguste, Pce héritier de Hanovre ∞ Chantal Hochuli             | Ernest-Auguste, Pce héritier de Hanovre ∞ Chantal Hochuli             | Ernest-Auguste, Pce héritier de Hanovre ∞ Chantal Hochuli             | Ernest-Auguste, Pce héritier de Hanovre ∞ Chantal Hochuli              | Ernest-Auguste, Pce héritier de Hanovre ∞ Chantal Hochuli              |                                                                        |                                                                        | Louis-Ferdinand, Pce héritier de Prusse ∞ Donata, Ctesse de Castell-Rüdenhausen | Louis-Ferdinand, Pce héritier de Prusse ∞ Donata, Ctesse de Castell-Rüdenhausen | Louis-Ferdinand, Pce héritier de Prusse ∞ Donata, Ctesse de Castell-Rüdenhausen | Louis-Ferdinand, Pce héritier de Prusse ∞ Donata, Ctesse de Castell-Rüdenhausen | Louis-Ferdinand, Pce héritier de Prusse ∞ Donata, Ctesse de Castell-Rüdenhausen | Louis-Ferdinand, Pce héritier de Prusse ∞ Donata, Ctesse de Castell-Rüdenhausen |                                                                          |                                                                          | Maurice, Gd-duc de Hesse ∞ Tatiana, Pcesse de Sayn-Wittgenstein-Berlebourg | Maurice, Gd-duc de Hesse ∞ Tatiana, Pcesse de Sayn-Wittgenstein-Berlebourg | Maurice, Gd-duc de Hesse ∞ Tatiana, Pcesse de Sayn-Wittgenstein-Berlebourg | Maurice, Gd-duc de Hesse ∞ Tatiana, Pcesse de Sayn-Wittgenstein-Berlebourg | Maurice, Gd-duc de Hesse ∞ Tatiana, Pcesse de Sayn-Wittgenstein-Berlebourg | Maurice, Gd-duc de Hesse ∞ Tatiana, Pcesse de Sayn-Wittgenstein-Berlebourg |  |  | Hans Veit, Cte de Toerring-Jettenbach, ∞ Henriette, Pcesse de Hohenlohe-Bartenstein | Hans Veit, Cte de Toerring-Jettenbach, ∞ Henriette, Pcesse de Hohenlohe-Bartenstein | Hans Veit, Cte de Toerring-Jettenbach, ∞ Henriette, Pcesse de Hohenlohe-Bartenstein | Hans Veit, Cte de Toerring-Jettenbach, ∞ Henriette, Pcesse de Hohenlohe-Bartenstein | Hans Veit, Cte de Toerring-Jettenbach, ∞ Henriette, Pcesse de Hohenlohe-Bartenstein | Hans Veit, Cte de Toerring-Jettenbach, ∞ Henriette, Pcesse de Hohenlohe-Bartenstein |  |  | Charles, Pce de Hesse-Cassel ∞ Yvonne Szapáry von Muraszombath, Széchysziget und Szapár | Charles, Pce de Hesse-Cassel ∞ Yvonne Szapáry von Muraszombath, Széchysziget und Szapár | Charles, Pce de Hesse-Cassel ∞ Yvonne Szapáry von Muraszombath, Széchysziget und Szapár | Charles, Pce de Hesse-Cassel ∞ Yvonne Szapáry von Muraszombath, Széchysziget und Szapár | Charles, Pce de Hesse-Cassel ∞ Yvonne Szapáry von Muraszombath, Széchysziget und Szapár | Charles, Pce de Hesse-Cassel ∞ Yvonne Szapáry von Muraszombath, Széchysziget und Szapár |                                   |                                   | Kraft, Pce de Hohenlohe-Langenbourg ∞ Charlotte-Alexandra, Pcesse de Croÿ | Kraft, Pce de Hohenlohe-Langenbourg ∞ Charlotte-Alexandra, Pcesse de Croÿ | Kraft, Pce de Hohenlohe-Langenbourg ∞ Charlotte-Alexandra, Pcesse de Croÿ | Kraft, Pce de Hohenlohe-Langenbourg ∞ Charlotte-Alexandra, Pcesse de Croÿ | Kraft, Pce de Hohenlohe-Langenbourg ∞ Charlotte-Alexandra, Pcesse de Croÿ | Kraft, Pce de Hohenlohe-Langenbourg ∞ Charlotte-Alexandra, Pcesse de Croÿ |                                |                                | Maximilien, Margrave de Bade ∞ Valérie, Gde-Dsse de Toscane    | Maximilien, Margrave de Bade ∞ Valérie, Gde-Dsse de Toscane    | Maximilien, Margrave de Bade ∞ Valérie, Gde-Dsse de Toscane    | Maximilien, Margrave de Bade ∞ Valérie, Gde-Dsse de Toscane    | Maximilien, Margrave de Bade ∞ Valérie, Gde-Dsse de Toscane    | Maximilien, Margrave de Bade ∞ Valérie, Gde-Dsse de Toscane    |  |  |                                                                    |                                                                    |                                                                    |                                                                    | Louis, Gd-duc héritier de Hesse-Darmstadt                          | Louis, Gd-duc héritier de Hesse-Darmstadt                          | Louis, Gd-duc héritier de Hesse-Darmstadt | Louis, Gd-duc héritier de Hesse-Darmstadt | Louis, Gd-duc héritier de Hesse-Darmstadt                            | Louis, Gd-duc héritier de Hesse-Darmstadt                            |                                                                      |                                                                      |                                                                      |                                                                      |  |  |                                                             |                                                             |                                                             |                                                             |                                                             |                                                             | Hubertus, Pce héritier de S.C.G. ∞ Kelly Rondestvedt | Hubertus, Pce héritier de S.C.G. ∞ Kelly Rondestvedt | Hubertus, Pce héritier de S.C.G. ∞ Kelly Rondestvedt                     | Hubertus, Pce héritier de S.C.G. ∞ Kelly Rondestvedt                     | Hubertus, Pce héritier de S.C.G. ∞ Kelly Rondestvedt                     | Hubertus, Pce héritier de S.C.G. ∞ Kelly Rondestvedt                     |                                                                          |                                                                          |  |  |  |  |  |  |  |  |  |  |  |  |  |  |  |  |  |  |  |  |  |  |  |  |  |  |  |  |  |  |  |  |  |  |  |  |  |  |  |  |

### Sur Cécile, Georges-Donatus et leurs enfants
- (en) Marlene A. Eilers Koenig, « Four Sisters, Four Weddings », Royalty Digest Quarterly, no 2,‎ 2021 (ISSN 1653-5219).
- (de) Carsten Knöß, Notizen zur Ortsgeschichte : Zur Erinnerung - †16. November 1937, vol. 30, Geschichtsverein Egelsbach e.V., 2017, 120 p..
- (en) Ilana D. Miller et Arturo E. Beéche, « Chapter XXXIV- Hessian Tragedy - The Funeral of the Grand Ducal Family - 19 November 1937 », dans Royal Gatherings : 1914-1939, vol. II, Eurohistory, 2015 (ISBN 9780985460389).
- (en) Paul Minet, « Τhe Air Crash of the Hesse Family », Royalty Digest,‎ octobre 2002, p. 103-104 (ISSN 0967-5744).
- (es) Ricardo Mateos Sáinz de Medrano, « Cecilia de Grecia, gran duquesa heredera de Hesse y del Rhin », dans La Familia de la Reina Sofía: La Dinastía griega, la Casa de Hannover y los reales primos de Europa, Madrid, La Esfera de los Libros, 2004 (ISBN 978-84-9734-195-0), p. 299-302.

### Sur Cécile et la famille royale de Grèce
- (fr) Célia Bertin, Marie Bonaparte, Paris, Éditions Perrin, 1999, 433 p. (ISBN 2-262-01602-X).
- (fr) Philippe Delorme, Philippe d'Édimbourg : Une vie au service de Sa Majesté, Paris, Éditions Tallandier, 2017, 301 p. (ISBN 979-10-210-2035-1).
- (en) Philip Eade, Young Prince Philip : His Turbulent Early Life, HarperPress, 2012, 384 p. (ISBN 978-0-00-730539-1 et 0-00-730539-7).
- (en) Tim Heald, The Duke : A Portrait of Prince Philip, Londres, Hodder & Stoughton, 1991, 274 p. (ISBN 0-340-54607-7).
- (en) John Van der Kiste, Kings of the Hellenes : The Greek Kings, 1863-1974, Sutton Publishing, 1994, 200 p. (ISBN 0-7509-2147-1).
- (en) Hugo Vickers, Alice : Princess Andrew of Greece, Londres, Hamish Hamilton, 2000, 352 p. (ISBN 978-0-241-13686-7).

### Sur Cécile et la famille grand-ducale de Hesse
- (en) Arturo E. Beéche et Ilana D. Miller, The Grand Ducal House of Hesse, Eurohistory, 2020 (ISBN 1944207082).
- (en) David Duff, Hessian Tapestry : Hesse Family and British Royalty, David & Charles, 1979, 414 p. (ISBN 0715378384).
- (de) Manfred Knodt, Ernst Ludwig, Großherzog von Hessen und bei Rhein : Sein Leben und seine Zeit, Darmstadt, Schlapp, 1978, 459 p. (ISBN 978-3-87704-006-5).
- (en) Charlotte Zeepvat, « The last Princes of Hesse-Darmstadt », Royalty Digest,‎ octobre 1997 (ISSN 0967-5744).

### Autres ouvrages sur les familles royales
- (fr) Frédéric Mitterrand, Mémoires d'exil, Robert Laffont, 1999, 333 p. (ISBN 978-2-221-09023-7).
- (en) Jonathan Petropoulos, Royals and the Reich : The Princes von Hessen in Nazi Germany, Oxford University Press, 2006, 524 p. (ISBN 978-0-19-533927-7, lire en ligne).

### Bases de données et dictionnaires
- Ressource relative aux beaux-arts :   - National Portrait Gallery
- Notices d'autorité :   - VIAF
  - GND

### Autres liens externes
- (el) Τέπη Πιστοφίδου, « Ο τραγικός θάνατος της πριγκίπισσας Καικιλίας », The Royal Chronicles,‎ 5 décembre 2015 (lire en ligne).
- (fr) Pierrick Geais, « Les destins brisés des Mountbatten, la famille du prince Philip », sur Vanity Fair, 27 janvier 2021 (consulté le 11 mars 2021) — Voir la section « Cécile de Grèce, la sœur nazie ».